# عبد الله بن عبد العزيز آل سعود
عبد الله بن عبد العزيز بن عبد الرحمن آل سعود (1343 هـ / 1924- 3 ربيع الثاني 1436 هـ / 23 يناير 2015م)،  الملك السادس للمملكة العربية السعودية، ويلقب بخادم الحرمين الشريفين وهو ذات اللقب الذي اتخذه الملك فهد قبله، هو الابن الثاني عشر من أبناء الملك عبد العزيز الذكور، وأمه هي فهدة بنت العاصي بن كليب بن شريم العبدي الشمري، ولد في عام 1924م بمدينة الرياض. في عام 1995م استلم إدارة شؤون الدولة وأصبح الحاكم الفعلي بعد إصابة الملك فهد بجلطات ومتاعب صحية عدة، وبعد وفاة الملك فهد في 1 أغسطس 2005م أصبح الملك رسمياً، وبالإضافة لكونه ملكا للدولة فقد كان يشغل منصب رئيس مجلس الوزراء تبعا لأحكام نظام الحكم في المملكة القاضية بأن يكون الملك رئيسًا للوزراء. كان يعتبر من أثرى أثرياء العالم، إذ ذكرت مجلة فوربس الأمريكية في نشرة لها حول أغنى الملوك في العالم نشرت في 2010م أن قيمة ثروته تقدر بـ 18 مليار دولار. على جانب آخر فقد صنفته المجلة آنفة الذكر في عام 2011م كسادس أقوى الشخصيات تأثيرا في العالم. شنَّ حملة عسكرية على الحوثيين أواخر 2009م انتهت بتوقيع هدنة. في عام 2014م شنَّ الطيران الحربي السعودي غارات مكثفة على مواقع لتنظيم داعش في العراق وسوريا في ظل تحالف عسكري مكون من 65 دولة بقيادة الولايات المتحدة الأمريكية.

## نسبه
عبد الله بن الملك عبد العزيز بن الإمام عبدالرحمن بن الإمام فيصل بن الإمام تركي بن عبد الله بن الإمام محمد بن الأمير سعود الأوّل.

## نشأته وتعليمه

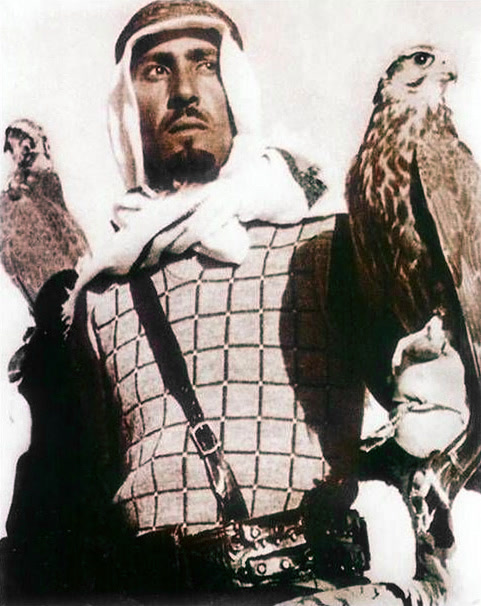
الملك عبد الله في شبابه يمارس هواية الصيد بالصقور

نشأ في كَنَفِ والده الملك عبد العزيز، واستفاد من مدرسته وتجاربه في مجالات الحكم والسياسة والإدارة والقيادة. تلقى تعليمه على يد عدد من المعلمين والعلماء، وكان تعليمه على طريقة الكتّاب ودروس العلماء وحلقات المساجد ودروس القرآن الكريم والسنة النبوية. وله مطالعات واسعة في مجالات متعددة من المعرفة والثقافة وعلوم الحضارة، وكان محبا لهواية ركوب الخيل والرماية مما مهد له الطريق على سلم الحكم.

## رئيسا للحرس الوطني

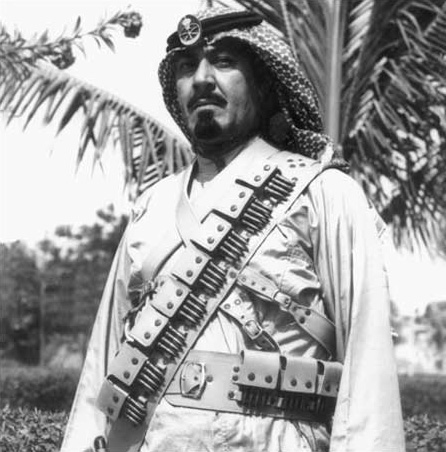
الملك عبد الله بن عبد العزيز.
ضابطاً في الحرس الوطني السعودي

عُيِّن الأمير عبد الله بن عبد العزيز رئيسا للحرس الوطني في عام 1382هـ/1962م؛ نظرًا لخبرته الواسعة في شؤون البوادي والقبائل، إضافة إلى طبيعته كفارس تعلق منذ صغره بموروثات الحياة الأصيلة في شبه الجزيرة العربية.
وخلال سنوات قليلة تمكن الأمير عبد الله من قيادة الحرس الوطني وهو عبارة عن قوات مسلحة من نوع خاص تتشكل من أبناء المجاهدين الذين وحدوا المملكة العربية السعودية مع الملك عبد العزيز ومن أبناء البوادي الذين ورثوا حب العسكرية أبًا عن جد، وقد شهد قطاع الحرس الوطني تطورًا ملحوظًا بقيادة الأمير عبد الله الذي حرص على أن يكون مؤسسة عسكرية وثقافية واجتماعية في نفس الوقت.

شعار وزارة الحرس الوطني

أمر الملك عبد الله في 28 مايو 2013م بتحويل رئاسة الحرس الوطني إلى وزارة باسم (وزارة الحرس الوطني) وتعيين الأمير متعب بن عبد الله بن عبد العزيز آل سعود وزيراً للحرس الوطني.

## نائباً ثانياً لرئيس مجلس الوزراء
عانى الملك سعود في سنوات حكمه الأخيرة من أمراض متعددة منها آلام بالمفاصل وارتفاع ضغط الدم وكان ذلك يستدعي ذهابه إلى الخارج للعلاج، وبسبب الأمراض واشتدادها عليه فإن ذلك جعله لا يقوى على القيام بأعمال الحكم، كما بدأت في ذلك الوقت الخلافات تظهر بينه وبين ولي عهده الأمير فيصل والتي تطورت واتسعت، وبسبب ذلك دعا الأمير محمد أكبر أبناء الملك عبد العزيز بعده وبعد الأمير فيصل إلى اجتماع للعلماء والأمراء عقد في 29 مارس 1964م، وأصدر العلماء فتوى تنص على أن يبقى هو ملكًا على أن يقوم الأمير فيصل بتصريف جميع أمور المملكة الداخلية والخارجية بوجود الملك في البلاد أو غيابه عنها، وبعد صدور الفتوى أصدر أبناء الملك عبد العزيز وكبار أمراء آل سعود قرارًا موقعًا يؤيدون فيه فتوى العلماء وطالبوا فيه الأمير فيصل بكونه وليًا للعهد ورئيسًا للوزراء بالإسراع في تنفيذ الفتوى. وفي اليوم التالي اجتمع مجلس الوزراء برئاسة النائب الأول لرئيس مجلس الوزراء الأمير خالد بن عبد العزيز واتخذ قرارًا بنقل سلطاته الملكية إلى الأمير فيصل وذلك استنادًا إلى الفتوى وقرار الأمراء، وبذلك أصبح الأمير فيصل بن عبد العزيز نائبًا عن الملك في حالة غيابه أو حضوره. وبعد صدور هذا القرار توسع الخلاف بينه وبين أخيه الأمير فيصل، كما ازداد عليه المرض، ولكل تلك الأسباب اتفق أهل الحل والعقد من أبناء الأسرة المالكة أن الحل الوحيد لهذه المسائل هو خلعه من الحكم وتنصيب الأمير فيصل ملكًا، وأرسلوا قرارهم إلى علماء الدين لأخذ وجهة نظرهم من الناحية الشرعية، فاجتمع العلماء لبحث هذا الأمر، وقرروا تشكيل وفد لمقابلته لإقناعه بالتنازل عن الحكم وأبلغوه أن قرارهم قد اتخذ وأنهم سيوقعون على قرار خلعه عن الحكم وأن من الأصلح له أن يتنازل، إلا أنه رفض ذلك.
وفي 26 جمادى الآخرة 1384 هـ الموافق 1 نوفمبر 1964م اجتمع علماء الدين والقضاة، وأعلن مفتي المملكة محمد بن إبراهيم آل الشيخ خلع الملك سعود عن الحكم ليخلفه الأمير فيصل ملكًا. وفي يوم 27 جمادى الآخرة 1384هـ الموافق 2 نوفمبر 1964م بويع فيصل ملكًا.
استمر الأمير عبد الله بمنصبه رئيساً للحرس الوطني وكان من مؤيدي الملك فيصل وتعيينه للملك خالد ولياً للعهد.
في عام 1975م أصدر الملك خالد قرارًا بتعيين الأمير عبد الله نائبا ثانيا لرئيس مجلس الوزراء ورئيساً للحرس الوطني، ومن هنا انطلقت الحياة السياسية للملك عبد الله حيث كان شريكاً في اتخاذ القرارات مع أخيه الملك فهد ولي العهد آنذاك.
في 1 محرم 1400هـ الموافق 20 نوفمبر 1979م قامت مجموعة مسلحة قادها جهيمان باقتحام المسجد الحرام وتحصنت فيه، ودامت أحداث الحادثة 16 يومًا، وانتهت بالقبض على قائد المجموعة ومجموعة كبيرة من أعوانه في القبو السفلي للمسجد الحرام وقتل محمد بن عبد الله القحطاني صهر جهيمان والذي ادعى أنه المهدي المنتظر، كما قتل عدد كبير جدًا من الحجاج والمعتمرين والمواطنين ورجال الأمن والحرس الوطني والقوات المسلحة، وبعد القبض عليهم اقترح الأمير عبد الله إعدام جهيمان ومجموعة كبيرة من أعوانه بالحكم عليهم بالقصاص في كافة مدن المملكة.
كان للأمير عبد الله دور بارز في القبض على جهيمان حيث كان يشرف على قوات الحرس الوطني المشاركة في القضاء على جهيمان وجماعته كون ولي العهد آنذاك الملك فهد خارج البلاد لحضور قمة بتونس.

## ولياً للعهد
في 13 يونيو 1982م نصب الملك فهد بن عبد العزيز آل سعود ملكاً للمملكة العربية السعودية الذي أصدر في اليوم نفسه أمرًا ملكياً بتعيين الملك عبد الله نائباً أول لرئيس مجلس الوزراء ورئيساً للحرس الوطني بالإضافة إلى كونه ولياً للعهد.
في 22 سبتمبر 1993م في قصر السلام بمدينة جدة تمت اتفاقية وصفقة سياسية بين الملك فهد شخصياً من جهة وبين المعارضة الشيعية السعودية في الخارج من جهة أخرى ومثل المعارضة الشيعية في الاجتماع توفيق السيف وحسن الصفار واتفقوا مع الملك فهد على عودتهم من المنفى وإيقاف نشاطهم السياسي ومكاتبهم في الخارج مقابل إطلاق سراح المعتقلين السياسيين الشيعة في سجون المباحث وإعادة جوازات سفرهم وعدم اعتقالهم عند العودة وكانت بداية المفاوضات مع الملك فهد تعود إلى عام 1992م عندما التقى بهم عبد العزيز التويجري في لندن بعد أن فوض الملك عبد الله (ولي العهد حينها) لإدارة المفاوضات ورتب لهم عثمان العمير مقابلتهم مع الملك فهد لاحقا.

## جولاته التفقدية
عندما كان ولياً للعهد زار العديد من مناطق المملكة:
- في إطار جولاته التفقدية وزيارته منطقة عسير جنوب المملكة في محرم 1419هـ افتتح سد الملك فهد في وادي بيشة، ومشروع تحلية المياه في المنطقة، كما وضع حجر الأساس لجامعة الملك خالد في أبها، ومصنع أسمنت بيشة الذي بلغ إنتاجه أكثر من مليون طن سنوياً، وأيضاً افتتح مستشفى بيشة الذي بلغت تكاليفه 285 مليون ريال سعودي حيث يسع 345 سريراً، ووضع أيضاً حجر الأساس للطريق المزدوج الذي يربط المطار وأحد رفيدة وخميس مشيط بتكلفة 97 مليون ريال.[18]
- في إطار جولاته التفقدية لمنطقة مكة المكرمة في23 صفر 1419هـ/17 يونيو 1998م دشن الأمير عبد الله ولي العهد آنذاك المرحلة الأولى من المدينة الجامعية لجامعة أم القرى، وإنشاء كليات الطب للبنات داخل المدينة.[19]
- في إطار جولاته التفقدية لمنطقة الباحة في 13 ربيع الآخر 1419هـ/5 أغسطس 1998م افتتح مشروع الكهرباء لجنوب الطائف، وقد بلغت تكلفته 312,8 مليون ريال سعودي، ويغطي 385 قرية، ويستفيد منه أكثر من 11 ألف مشترك، كما افتتح في الباحة أيضاً مشروع شبكة مياه بلجرشي ووضع حجر الأساس لمياه الباحة وبني كبير بتكلفة 80 مليون ريال سعودي، كما وضع حجر الأساس لـ 12 مشروعاً تعليمياً للبنات في الباحة بتكلفة 43 مليون ريال، كما افتتح ولي العهد آنذاك مستشفى غدران العام بمحافظة بلجرشي بتكلفة بلغت 260 مليون ريال حيث يتسع لـ 250 سرير.[19]
- في إطار جولاته التفقدية لمنطقة الطائف التي وصلها بعد انتهاء جولته في الباحة، وضع حجر الأساس لمستشفى الطائف التخصصي بتكلفة تبلغ 650مليون ريال يتسع لـ 500 سرير، وتبلغ مساحته 350 ألف متر مربع.[19]

كان الملك عبد الله مهتما بالتراث والثقافة للجزيرة العربية ومن هنا انطلقت فكرة مهرجان الجنادرية.

### مهرجان الجنادرية
يعد المهرجان الوطني للتراث والثقافة الذي كانت تنظمه وزارة الحرس الوطني في الجنادرية كل عام، قبل أن تؤول مسؤولية الإشراف عليه إلى وزارة الثقافة،  مناسبة تاريخية في مجال الثقافة ومؤشراً عميقاً للدلالة على اهتمام قيادة السعودية بالتراث والثقافة والتقاليد والقيم العربية الأصيلة.
كما تعد مناسبة وطنية تمتزج في نشاطاتها عبق تاريخنا المجيد بنتاج حاضرنا الزاهر. ومن أسمى أهداف هذا المهرجان التأكيد على هويتنا العربية الإسلامية وتأصيل موروثنا الوطني بشتى جوانبه ومحاولة الإبقاء والمحافظة عليه ليبقى ماثلاً للأجيال القادمة.
أصدر الملك فهد قرارًا بإنشاء مهرجان للجنادرية في عام 1985 وأقيم أول مهرجان بنفس العام بعد اقتراح الملك عبد الله بإنشاء هذا المهرجان وتحت إشرافه شخصياً.
وتؤكد الرعاية الملكية الكريمة للمهرجان الأهمية القصوى التي توليها قيادة المملكة لعملية ربط التكوين الثقافي المعاصر للإنسان السعودي بالميراث الإنساني الكبير الذي يشكّل جزءًا كبيرًا من تاريخ البلاد.
ويبرز المهرجان الذي تولى الحرس الوطني تنظيمه في الجنادرية على مدى 33 دورة منذ تأسيسه، تنامي رسالة الحرس الوطني الحضارية في خدمة المجتمع السعودي التي تواكب رسالته العسكرية في الدفاع عن هذا الوطن وعقيدته وأمنه واستقراره.

### غزو الكويت

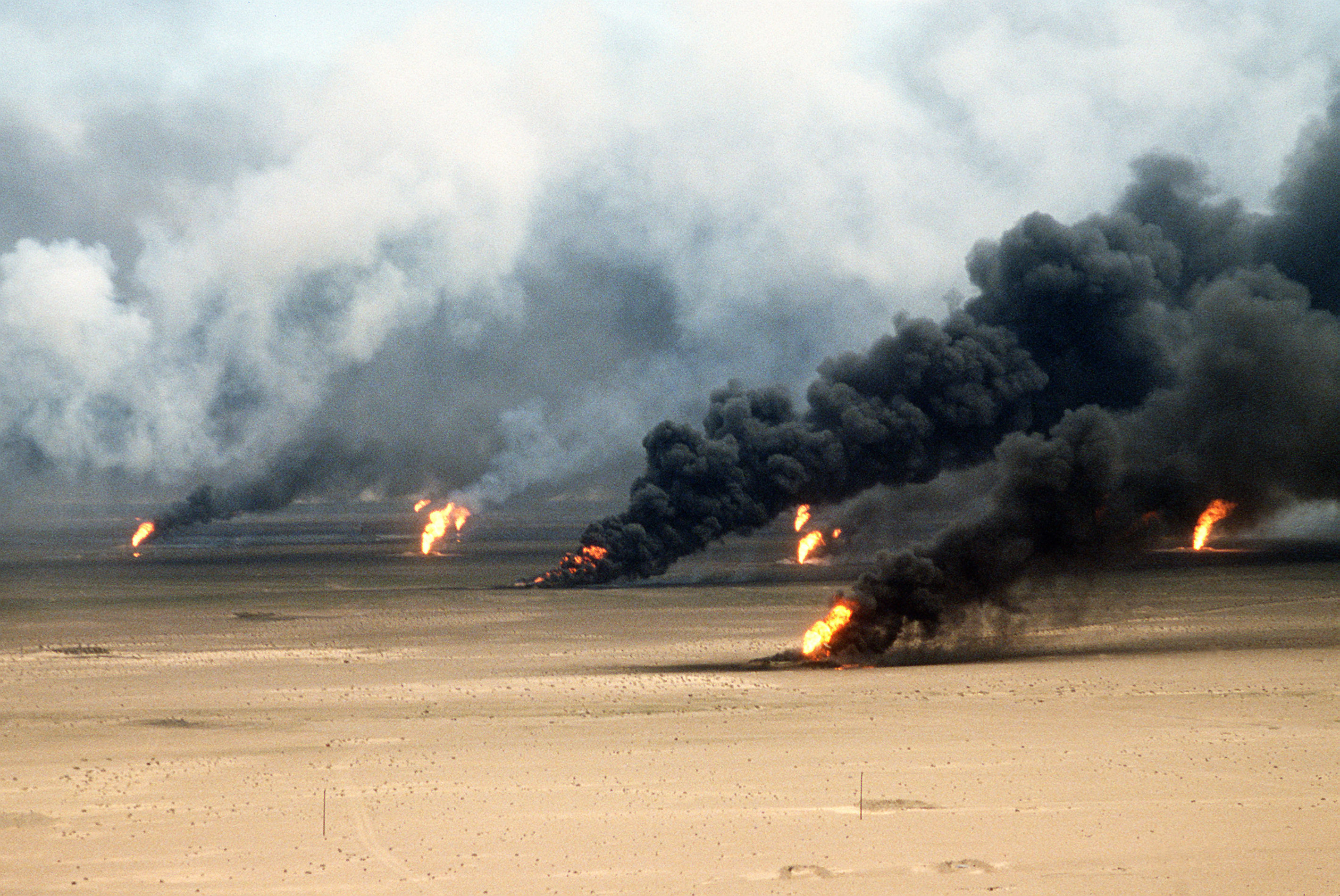
آبار النفط مشتعلة أثناء الغزو العراقي للكويت

الغزو العراقي للكويت وهو عبارة عن هجوم شنه الجيش العراقي على الكويت في 2 أغسطس 1990م واستغرقت العملية العسكرية يومين وانتهت باستيلاء القوات العراقية على كامل الأراضي الكويتية في 4 أغسطس ثم شكلت حكومة صورية برئاسة العقيد علاء حسين خلال 4 - 8 أغسطس تحت مسمى جمهورية الكويت ثم أعلنت الحكومة العراقية يوم 9 أغسطس 1990م، ضم الكويت للعراق وإلغاء جميع السفارات الدولية في الكويت.
أما في الطائف بالمملكة العربية السعودية فقد تشكلت الحكومة الكويتية في المنفى حيث يقيم أمير الكويت الشيخ جابر الأحمد الصباح وولي العهد الشيخ سعد العبد الله الصباح والعديد من الوزراء وأفراد القوات المسلحة الكويتية.
واستمر الاحتلال العراقي للكويت فترة 7 شهور، وانتهى الاحتلال بتحرير الكويت في 26 فبراير 1991م بعد حرب الخليج الثانية.
كان الملك عبد الله من اشد المعارضين لاحتلال العراق لدولة الكويت وحاول بكل الطرق إنهاء هذا الاحتلال عن طريق الاجتماعات مع نائب الرئيس العراقي في حينها عزت الدوري محذراً إياه من ما سيحل بالمنطقة من كوارث بسبب هذا الاحتلال كارهاً للوجود الأمريكي بالمنطقة.

### تمركز القوات الأمريكية بعد غزو العراق

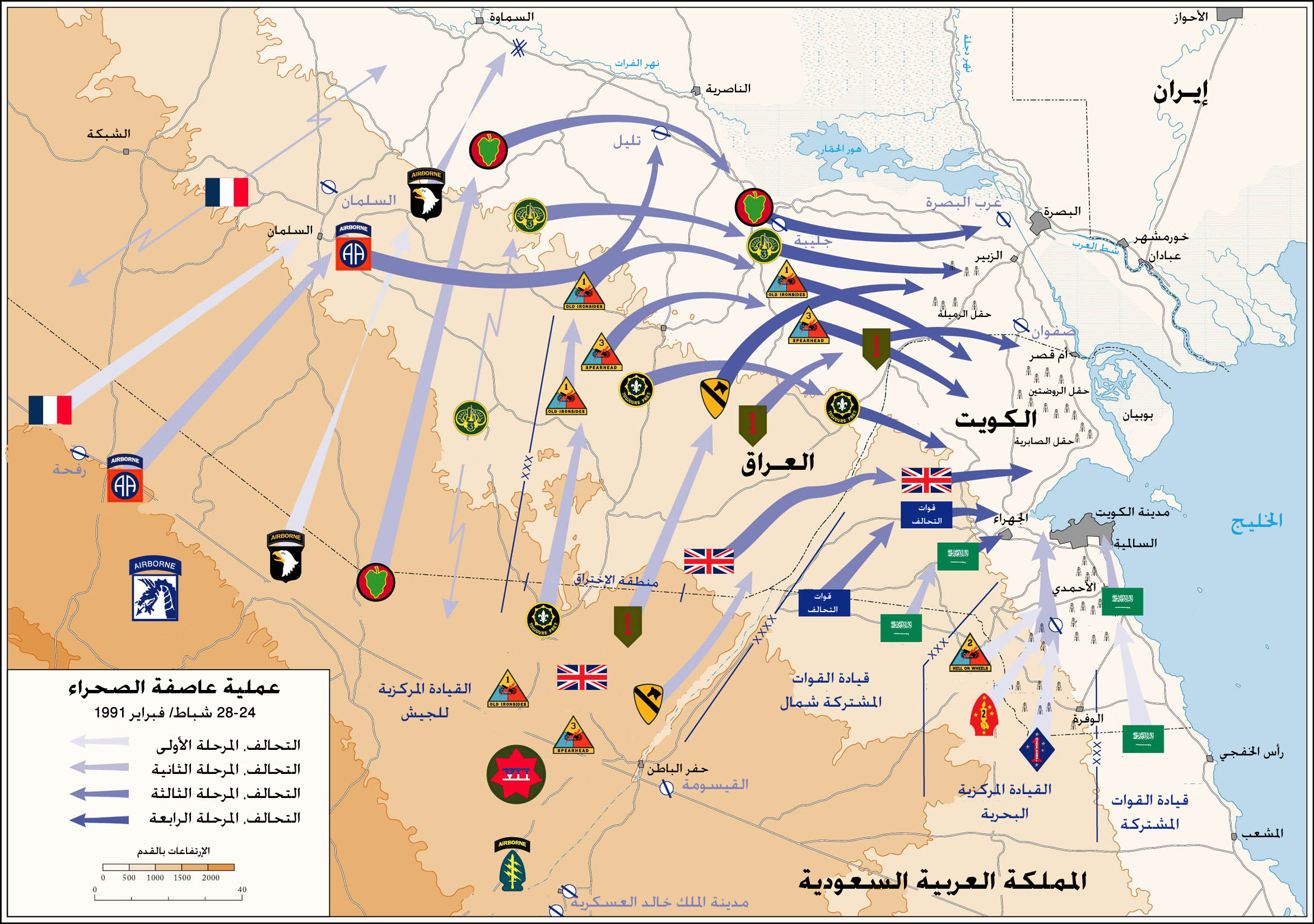
خارطة الحملة البرية.

شكل الهجوم البري لتحرير الكويت نهاية حرب الخليج الثانية وتعد هذه المواجهة الأكبر منذ الحرب العالمية الثانية حيث تواجه نحو مليون جندي تصاحبهم الآليات المدرعة وقطع المدفعية مسنودةً بالقوة الجوية على الأراضي السعودية.
كان الملك عبد الله رافضا لفكرة تمركز القوات الأمريكية في الأراضي السعودية أثناء غزو العراق عام 1991م إذ إنه كان على قناعة بأن التفاوض هو الخيار الأفضل لتحرير الكويت. ولكن رأيه قوبل بالتجاهل من قبل الملك فهد مما أدى ذلك إلى تغيير بعض قناعته بشأن الوجود الأمريكي وأيضًا بأن يكون أمن الدولة ومصالحها فوق كل اعتبار وعدم التهاون في ذلك ولو كان من أحد الدول الشقيقة.

## نائب الملك
في عام 1995م أصيب الملك فهد بجلطة مما جعلته عاجزًا عن إدارة حكم الدولة وساءت صحته كثيرًا، وتحول هنا ولي العهد عبد الله بن عبد العزيز إلى الحاكم الفعلي للدولة، وتم الإعلان رسمياً في يناير عام 1996م وأعلن حينها أنه سوف يقرر من هم حلفاء المستقبل ومن ستتجه إليهم السعودية وكان هذا التصريح بعد انفجار سيارة ملغومة بالرياض من قبل بعض المعارضين.

### أحداث 11 سبتمبر

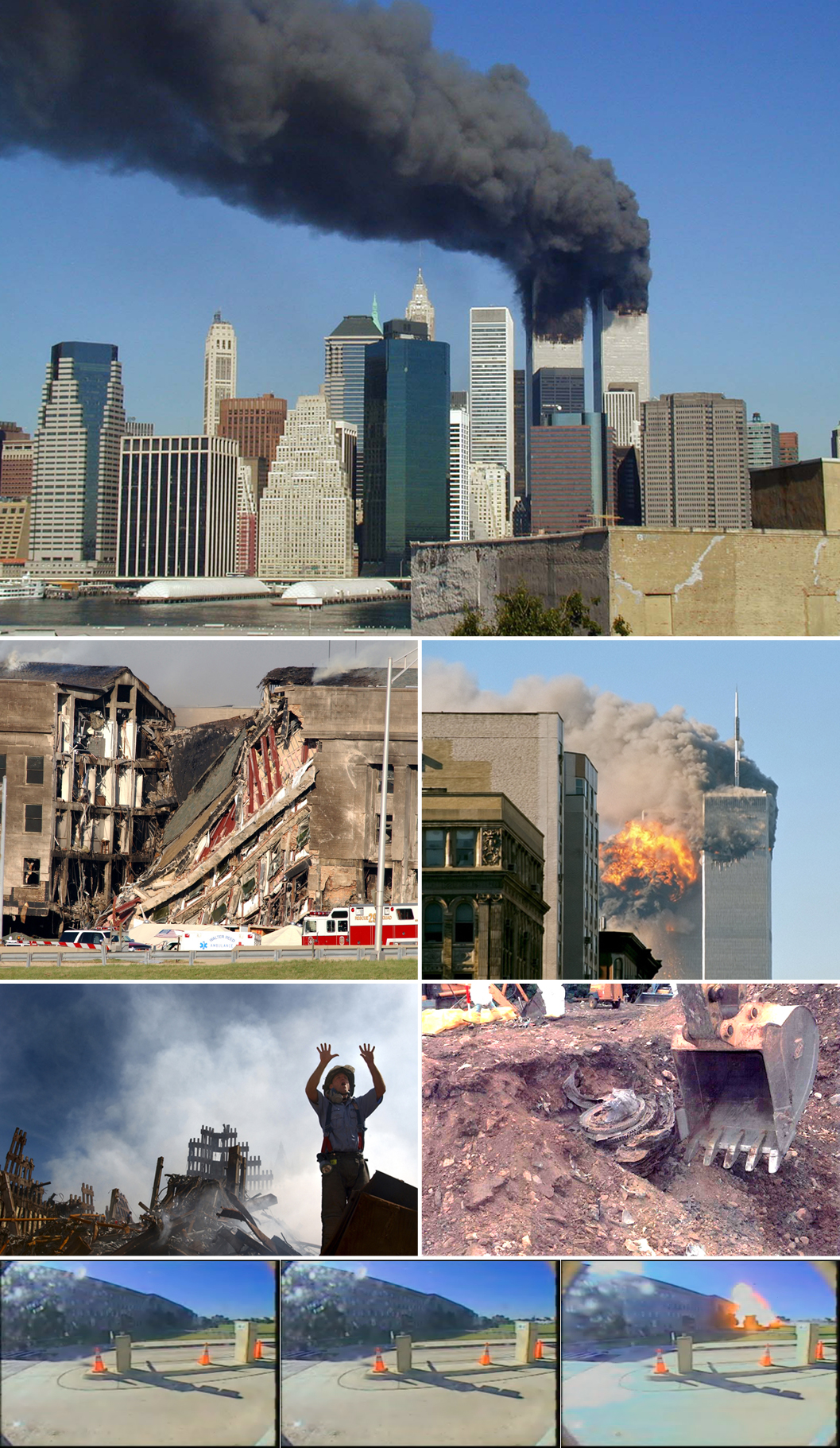
تفجيرات 11 سبتمبر

في يوم الثلاثاء الموافق 11 سبتمبر 2001م شهدت الولايات المتحدة 3 انفجارات حيث تم تحويل اتجاه أربع طائرات نقل مدني تجارية وتوجيهها لتصطدم بأهداف محددة نجحت في ذلك ثلاث منها. الأهداف تمثلت في برجي مركز التجارة الدولية بمنهاتن ومقر وزارة الدفاع الأمريكية (البنتاجون). سقط نتيجة لهذه الأحداث 2973 ضحية 24 مفقودًا، إضافة لآلاف الجرحى والمصابين بأمراض جراء استنشاق دخان الحرائق والأبخرة السامة
بعد ساعات من أحداث 11 سبتمبر، وجهت الولايات المتحدة أصابع الاتهام إلى تنظيم القاعدة وزعيمه أسامة بن لادن. ويذكر أن القوات الأمريكية ادعت أنها عثرت في ما بعد على شريط في بيت مهدم جراء القصف في جلال آباد في نوفمبر 2001م، يظهر فيه أسامة بن لادن وهو يتحدث إلى خالد بن عودة بن محمد الحربي عن التخطيط للعملية. وقد قوبل هذا الشريط بموجة من الشكوك بشأن مدى صحته. ولكن بن لادن -في عام 2004 م- وفي تسجيل مصور تم بثه قبيل الانتخابات الأمريكية في 29 أكتوبر 2004 م، أعلن مسؤولية تنظيم القاعدة عن الهجوم.
وتبعا لمكتب التحقيقات الفيدرالي، فإن محمد عطا (واسمه الكامل محمد عطا السيد) هو الشخص المسؤول عن ارتطام الطائرة الأولى بمبنى مركز برج التجارة العالمي، كما اعتبر محمد عطا المخطط الرئيسي للعمليات الأخرى التي حدثت ضمن ما أصبح يعرف بأحداث الحادي عشر من سبتمبر.
واتهمت السعودية حينها من قبل بعض أهالي الضحايا وشركات التأمين كون أغلب من قاموا باختطاف الطائرات مواطنين سعوديين إلا أن الحكومة السعودية بقيادة الملك عبد الله (ولي العهد في ذلك الوقت) رفضت هذا الاتهام بشدة وكسبت جميع القضايا المرفوعة من قبل أهالي الضحايا وشركات التأمين

### مبادرة السلام العربية

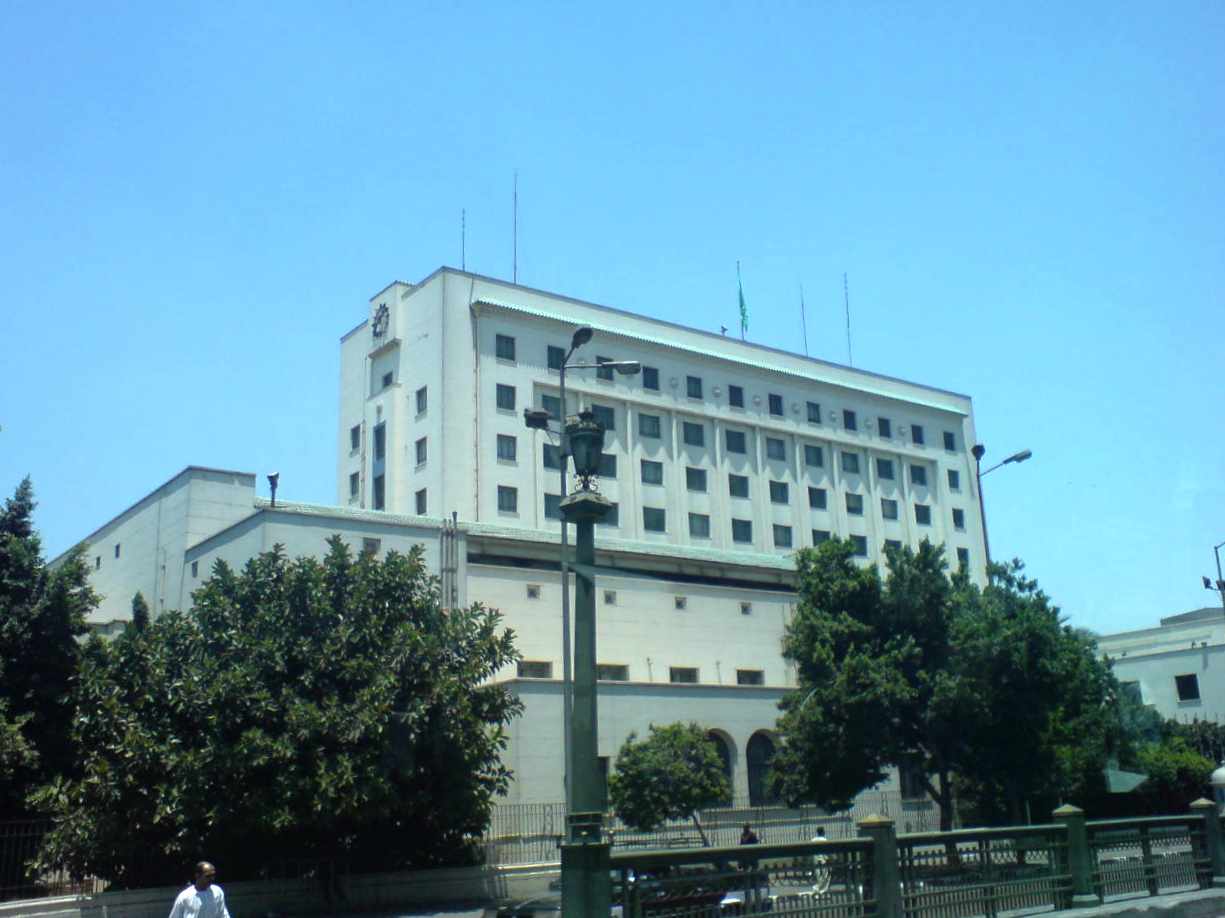
مبنى المقر الرئيسي لجامعة الدول العربية في القاهرة، مصر.

مبادرة السلام العربية هي مبادرة أطلقها الملك عبد الله بن عبد العزيز ملك السعودية للسلام في الشرق الأوسط بين إسرائيل والفلسطينيين. هدفها إنشاء دولة فلسطينية معترف بها دولياً على حدود 1967م وعودة اللاجئين وانسحاب من هضبة الجولان المحتلة، مقابل اعتراف وتطبيع العلاقات بين الدول العربية مع إسرائيل، وكانت في عام 2002م. وقد تم الإعلان عن مبادرة السلام العربية في القمة العربية في بيروت. وقد نالت هذه المبادرة تأييداً عربياً. وفي ما يلي النص الحرفي لمبادرة السلام العربية: " مجلس جامعة الدول العربية على مستوى القمة المنعقد في دورته الرابعة عشرة.
إذ يؤكد ما أقره مؤتمر القمة العربي غير العادي في القاهرة في حزيران/يونيو 1996م من أن السلام العادل والشامل خيار استراتيجي للدول العربية يتحقق في ظل الشرعية الدولية، ويستوجب التزاماً مقابلاً تؤكده إسرائيل في هذا الصدد.
وبعد أن استمع إلى كلمة عبد الله بن عبد العزيز ولي عهد المملكة العربية السعودية التي أعلن من خلالها مبادرته داعياً إلى انسحاب إسرائيل الكامل من جميع الأراضي العربية المحتلة منذ 1967م، تنفيذا لقراري مجلس الأمن (242 و338) والذين عززتهما قرارات مؤتمر مدريد عام 1991م ومبدأ الأرض مقابل السلام، وإلى قبولها قيام دولة فلسطينية مستقلة وذات سيادة وعاصمتها القدس الشرقية. وذلك مقابل قيام الدول العربية بإنشاء علاقات طبيعية في إطار سلام شامل مع إسرائيل.

## ملكاً للمملكة العربية السعودية

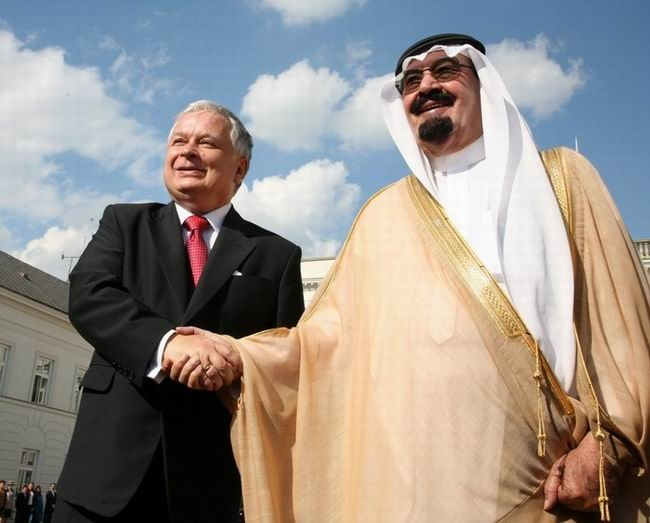
أصبح صاحب السمو الملكي الأمير عبد الله بن عبد العزيز آل سعود رسميا ملكا بعد وفاة أخيه الملك فهد بن عبد العزيز آل سعود

في يوم الإثنين 26 جمادى الثانية 1426 هـ الموافق 1 أغسطس 2005م نصب ملكًا للمملكة العربية السعودية خلفًا للملك فهد بن عبد العزيز آل سعود، وبويع أخوه الأمير سلطان بن عبد العزيز آل سعود وليًا للعهد.
في عهده تطورت مختلف القطاعات، من أبرزها توسعة المسجد الحرام والمسجد النبوي، وزيادة عدد الجامعات والكليات وإنشاء جامعة الملك عبد الله للعلوم والتقنية، بالإضافة إلى برنامج خادم الحرمين الشريفين للابتعاث الخارجي، والأمر بإنشاء عدد من المدن الاقتصادية.

## ولاية العهد في عهده

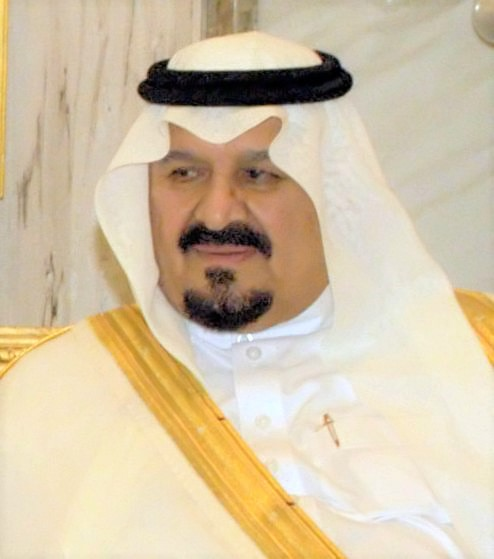
بعد وفاة الملك فهد بن عبد العزيز أصبح صاحب السمو الملكي الأمير سلطان بن عبد العزيز آل سعود وزير الدفاع وليا للعهد

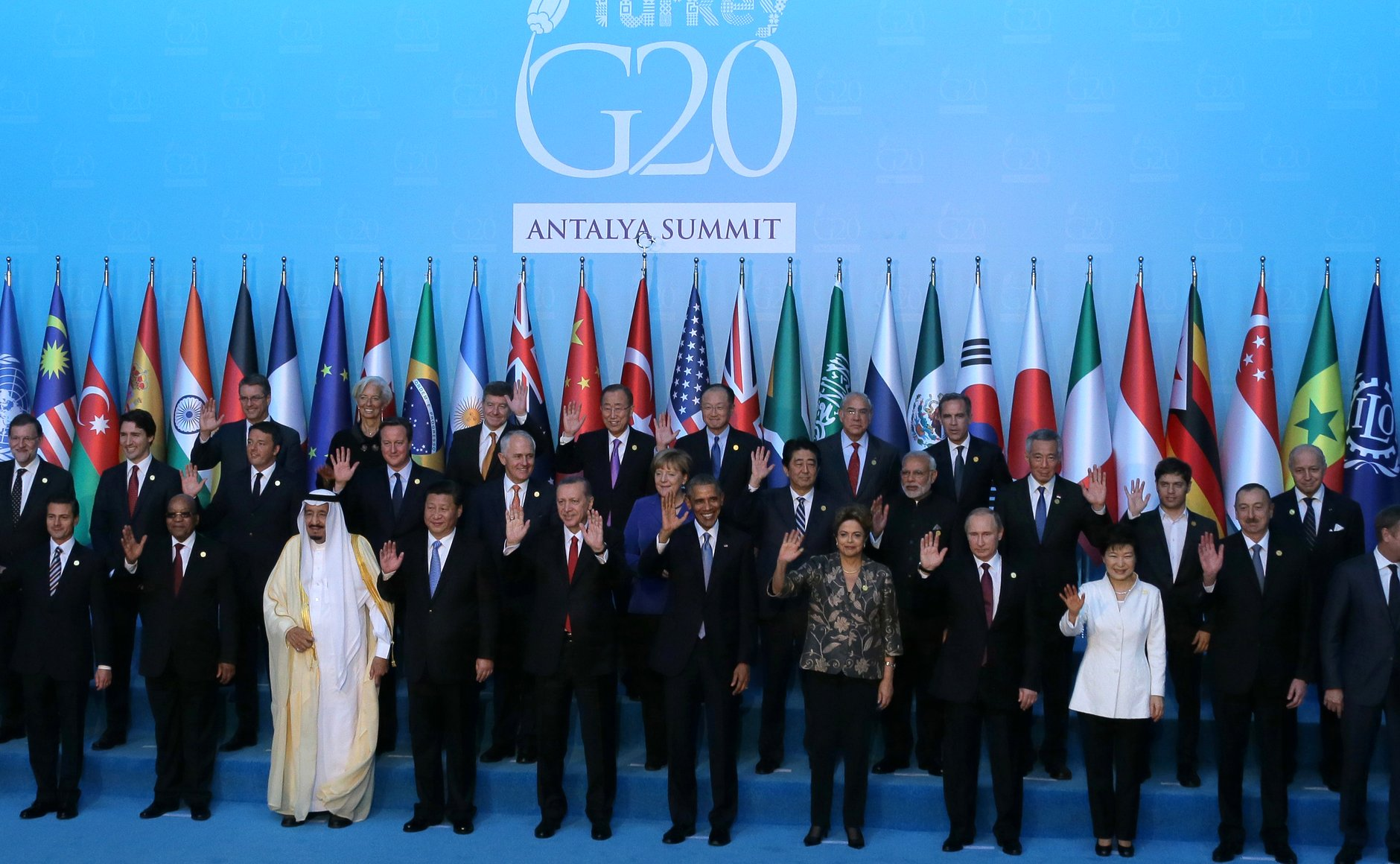
الملك سلمان خلال اجتماع مجموعة العشرين المنعقد بتركيا عام 2015

ولاية العهد السعودية هو ثاني أهم منصب في المملكة حيث هو من يخلف ملك المملكة العربية السعودية بعد وفاته وتوليه مقاليد الحكم تلقائياً وتبايعه الأسرة الحاكمة والشعب السعودي ملكاً على البلاد ويصدر الملك الجديد (ولي العهد السابق) أمراً ملكياً في الوقت نفسه بتعيين ولي العهد الجديد، وولي العهد السعودي هو دائماً نائباً لرئيس مجلس الوزراء (الملك). ويدير شؤون الدولة في غياب الملك خارج المملكة ويصدر بذلك أمراً ملكياً من الملك بتكليف ولي العهد في إدارة شئون الدولة حتى عودته ويتغير بعد التكليف مسماه من (ولي العهد نائب رئيس مجلس الوزراء) إلى (نائب خادم الحرمين الشريفين) حتى عودة الملك. تقوم هيئة البيعة السعودية باختيار ولي العهد بعد اجتماع أعضائها وتحديد ولي عهد جديد، أتى هذا النظام في عهد عبد الله بن عبد العزيز آل سعود حيث لم يطبق من قبل في البلاد.
مر هذا المنصب بـ 3 مراحل في عهد الملك عبد الله بالشكل التالي:

### الأمير سلطان بن عبد العزيز
أصدر الملك عبد الله بتعيين الأمير سلطان بن عبد العزيز وليا للعهد نائب رئيس مجلس الوزراء في 1 أغسطس 2005م بالإضافة إلى مسؤولياته وزيراً للدفاع والطيران ومفتشاً عاماً.
انتشر خبر وفاة الأمير لحظة وفاته من صحف أمريكية،  ثم أكدته وكالات أنباء دولية، قبل أن يعلن الديوان الملكي السعودي يوم السبت 24 ذو القعدة 1432 هـ الموافق 22 أكتوبر 2011م عن وفاته إثر مرض ألم به. وجاءت وفاته في مستشفى نيويورك بريسبيتريان في نيويورك بالولايات المتحدة، التي وصلها في شهر يونيو من عام 2011م لتلقي العلاج وذلك بعد تدهور حالته الصحية.

### الأمير نايف بن عبد العزيز
أصدر الملك عبد الله في 27 أكتوبر 2011م أمرًا ملكياً بتعيين الأمير نايف بن عبد العزيز ولياً للعهد بعد وفاة الأمير سلطان بن عبد العزيز.
توفي يوم السبت الموافق 16 يونيو 2012م عن عمر يناهز 78 عاماً ونقلاً عن وكالة رويترز أنه قد توفي في المدينة السويسرية جنيف،  حيث كان يقضي إجازة تخللتها فحوصات مجدولة.

### الأمير سلمان بن عبد العزيز
بعد وفاة أخيه الشقيق الأمير نايف بن عبد العزيز آل سعود ولي العهد نائب رئيس مجلس الوزراء وزير الداخلية وبتاريخ 18 يونيو 2012م أصدر الملك عبد الله أمراً ملكياً باختياره ولياً للعهد وتعيينه نائباً لرئيس مجلس الوزراء وزيراً للدفاع.
تمت مبايعة الملك سلمان بن عبد العزيز، ملكاً للمملكة العربية السعودية، في 23 يناير 2015 م بعد وفاة الملك عبد الله بن عبد العزيز آل سعود.

## إنجازاته

### زيادة رواتب موظفي الدولة الأولى
أصدر الملك عبد الله أول قراراته بعد تعيينه ملكاً للبلاد بزيادة رواتب جميع فئات العاملين السعوديين في الدولة من مدنيين وعسكريين كما شملت الزيادة جميع المتقاعدين بنسبة (15%) على نظام التأمينات الاجتماعية والمؤسسة العامة للتقاعد باستثناء الوزراء. وزيادة مكافأة أعضاء مجلس الشورى بنسبة (15%). وصرف راتب شهر أساسي شاملاً الزيادة المشار إليها وأيضاً أمر بإنشاء العديد من المشاريع.

### منظمة التجارة العالمية

شعار منظمة التجارة العالمية

بعد مفاوضات استمرت 12 عاماً انضمت المملكة إلى منظمة التجارة العالمية بتاريخ 11 نوفمبر 2005 م في خطوة تعد تاريخية في مسيرة الاقتصاد السعودي من شأنها أن تساعد على اندماج الاقتصاد السعودي في الاقتصاد العالمي وزيادة الاستثمارات الداخلية والخارجية وإيجاد فرص عمل للمواطنين، وتضع الاقتصاد السعودي على أعتاب مرحلة جديدة الأمر الذي يعزز المطالب في الحصول على فرص عادلة للنفاذ للأسواق العالمية.
كما أن انضمام المملكة إلى منظمة التجارة العالمية يتيح فرصاً حقيقية للشركات الوطنية للدخول في شراكة فاعلة مع الشركات العالمية والاستفادة من خبراتها المتراكمة في اقتصاد عبر الحدود، إضافة إلى مضاعفة فرص وصول المنتجات والخدمات السعودية إلى الأسواق العالمية.
وتتكون الاتفاقية التي تم توقيعها بمقر منظمة التجارة العالمية وأسفرت عن قبول المملكة عضواً رسمياً في هذه المنظمة من ثلاثة أجزء تنطوي جميعها تحت وثيقة بروتوكول الانضمام الذي تم التوقيع عليه من قبل وزير التجارة والصناعة نيابة عن الملك عبد الله، كما يعتبر مصادقة رسمية من المملكة بقبولها شروط الانضمام الواردة في جداول الالتزامات الموحدة لقطاع السلع وقطاع الخدمات وتقرير فريق العمل، حيث أصبحت المملكة بعد ثلاثين يوماً من مصادقتها على هذه الاتفاقية عضواً فعالاً في المنظمة بعد جهود كبيرة بذلت من قبل الملك عبد الله (ولي العهد حينها) من دخول المملكة العربية السعودية للمنظمة لما لها من فائدة على اقتصاد الدولة.

### اليوم الوطني

محرك قوقل يحتفل باليوم الوطني السعودي 86 في يوم الجمعة 23 سبتمبر 2016.

تحتفل المملكة العربية السعودية باليوم الوطني لتوحيد المملكة في 23 سبتمبر من كل عام. وهذا التاريخ يعود إلى المرسوم الملكي الذي أصدره الملك عبد العزيز برقم 2716، وتاريخ 17 جمادى الأولى عام 1351 هـ، ويقضي بتحويل اسم الدولة من (مملكة الحجاز ونجد وملحقاتها) إلى المملكة العربية السعودية، ابتداءً من يوم الخميس 21 جمادى الأولى 1351 هـ الموافق للأول من الميزان ويقابل يوم 23 سبتمبر 1932م. إلا أن الدولة لا تحتفل به إلا بعد صدور قرار الملك عبد الله في عام 2005 م حيث نص القرار بأن يصبح اليوم الوطني إجازة رسمية للدولة.

#### أهم الأحداث باليوم الوطني
- 2005 م: أقر الملك عبد الله أنه ابتداءً من اليوم الوطني السعودي 75 يصبح اليوم الوطني إجازة رسمية للدولة.[41]
- 2009 م: شهد اليوم الوطني السعودي 79 قيام الملك عبد الله بن عبد العزيز آل سعود بافتتاح جامعة الملك عبد الله للعلوم والتقنية، وذلك بحضور عدد من رؤساء دول العالم.[42]
- 2014 م: في اليوم الوطني السعودي 84 دشنت أمانة محافظة جدة أطول سارية علم في العالم، وهي من مبادرات عبد اللطيف جميل الاجتماعية، تتوسط السارية ميدان خادم الحرمين الشريفين وسط جدة، بارتفاع يتجاوز 171 متراً، وبمقاس علم يبلغ 49.5 متر طولاً، و33 متر عرضاً، بمساحة إجمالية تبلغ 1635 متراً مربعاً، وبوزن 570 كلغم، وعلى مساحة تتجاوز 26 ألف متر مربع.[43]
- 2015 م: وافق اليوم الوطني السعودي 85 يوم الأربعاء 9 ذو الحجة (يوم عرفة)، وكان ذلك لأول مرة.[44]

### برنامج الملك عبد الله للابتعاث الخارجي
اهتم الملك عبد الله بقطاع التعليم عناية خاصة وحرصاً منه على التنمية المستدامة للموارد البشرية في المملكة أطلق مبادرته باستحداث برنامج خادم الحرمين الشريفين الملك عبد الله بن عبد العزيز للابتعاث الخارجي وأصدر أمره الكريم ببدء البرنامج في عام 1426 هـ / 2005 م، واستمراره خمسة أعوام وتم تمديده خمس سنوات أخرى اعتباراً من العام الهجري 1431 هـ / 2010 م.
وبدأ البرنامج بابتعاث مجموعة من الطلاب والطالبات إلى الولايات المتحدة الأمريكية ثم توسعت دائرة الابتعاث لتشمل أكثر من 30 دولة متقدمة في تخصصات متنوعة.
وتتمثل رؤية البرنامج في «إعداد أجيال متميزة لمجتمع معرفي مبني على اقتصاد المعرفة» ويهدف البرنامج إلى ابتعاث الكفاءات السعودية المؤهلة للدراسة في أفضل الجامعات في مختلف دول العالم، العمل على إيجاد مستوى عالٍ من المعايير الأكاديمية والمهنية من خلال برنامج الابتعاث ويبلغ عدد المستفيدين من برنامج خادم الحرمين الشريفين الملك عبد الله بن عبد العزيز للابتعاث الخارجي أكثر من 250 ألف طالب وطالبة.

### مدينة المعرفة الاقتصادية
مدينة المعرفة الاقتصادية هي شركة مساهمة سعودية بموجب قرار وزير التجارة والصناعة رقم 122/29 وتاريخ 19/4/1430هـ (الموافق لـ 15/4/2009م). ويبلغ رأس مال الشركة 3.393.000.000 (ثلاثة مليارات وثلاثمائة وثلاثة وتسعين مليون) ريال سعودي مقسمةً إلى 339.300.000 (ثلاثمائة وتسعة وثلاثين مليون وثلاثمائة ألف) سهم بقيمة اسمية قدرها 10 ريالات سعودية للسهم الواحد.
ستقوم الشركة بتطوير العقارات، الأراضي المستصلحة، والأراضي الأخرى في المدن الاقتصادية أو في غيرها، باعتباره استخدام مختلط أو عمليات تطوير أخرى، بما فيها البنى الأساسية وشبكات الاتصال والمياه والكهرباء ومحطات تنقية المياه وغيرها من الأعمال المتعلقة بتطوير المدن الاقتصادية.

### مدينة جازان الاقتصادية

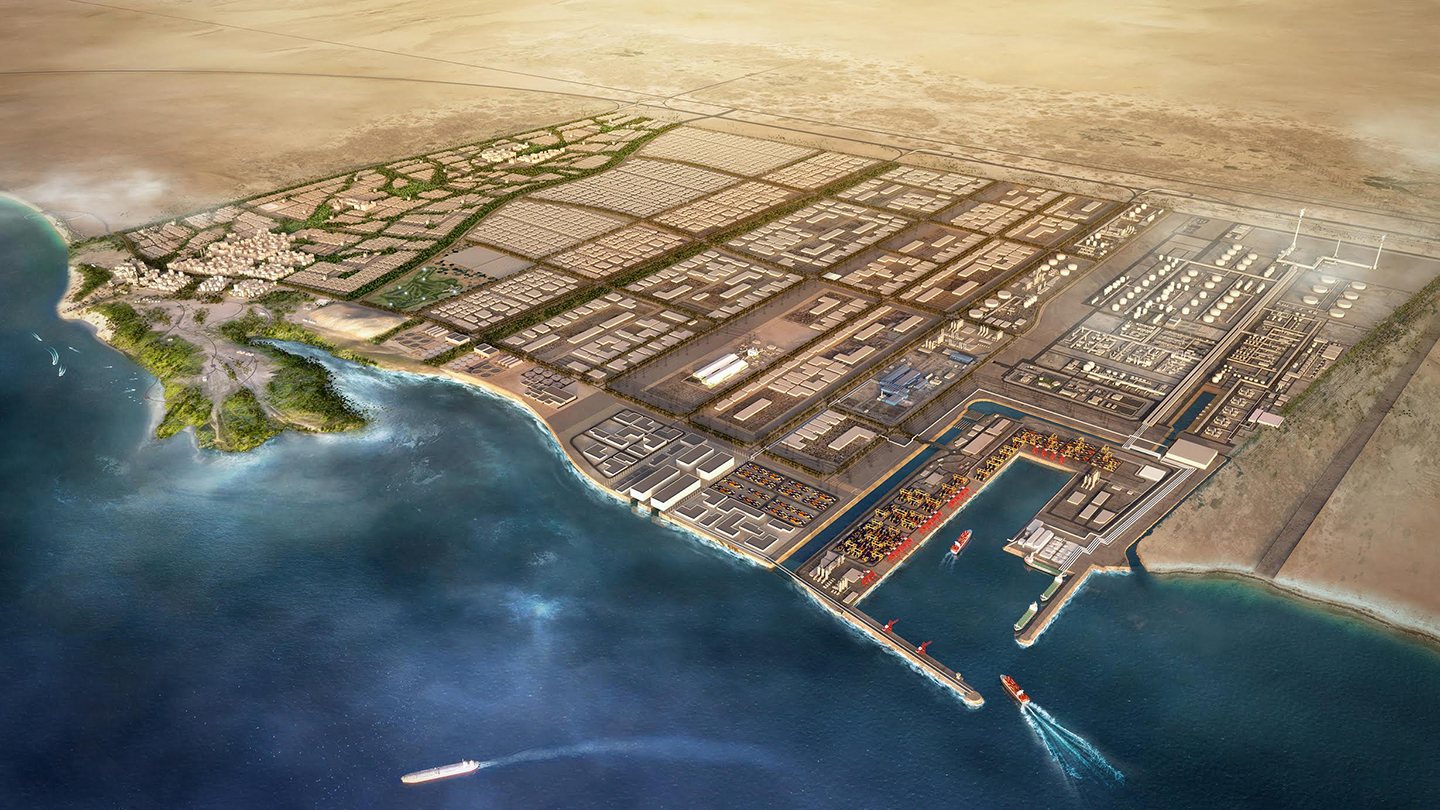
صورة تخيلية لمدينة جازان للصناعات الأساسية والتحويلية

مدينة جازان للصناعات الأساسية والتحويلية كانت تسمى سابقًا مدينة جازان الاقتصادية هي مدينة اقتصادية سعودية مخطط لإنشائها حيث أعلن عنها ملك السعودية الملك عبد الله بن عبد العزيز يوم 4 نوفمبر عام 2006 وتقع في منطقة جازان جنوب المملكة العربية السعودية ويشرف على تطويرها الهيئة الملكية للجبيل وينبع.
أُقيمت مدينة جازان الاقتصادية على شاطئ البحر الأحمر وعلى بعد 66 كم من مدينة جازان شمالا. و 20 كيلو من محافظة بيش غرباً. تقع هذه المدينة على مساحة تقدر ب 103 كم مربع ولها ساحل بطول 11.5 كم. حيث أنها لا تقع مدينة جازان الاقتصادية في موقع توافر المواد الخام ومصدر العمالة الزائدة فحسب ولكنها أيضًا تقع بمحاذاة أهم طريق شحن على البحر الأحمر. ومما لا شك فيه أن قرب مدينة جازان الاقتصادية من المطار الدولي الجديد الذي يقع على بعد 66 كلم جنوبًا سيزيد من سهولة الوصول إليها والتوصل معها وهذا بالإضافة إلى الطريق الجديد المقترح الذي يمتد شرقًا وكذلك خط السكك الحديدية المخطط لإقامته لربط المدينة الاقتصادية مع مدينة جدة والتي تقع على بعد حوالي 600 كلم شمال غربي البلاد.

### مركز الملك عبد الله المالي

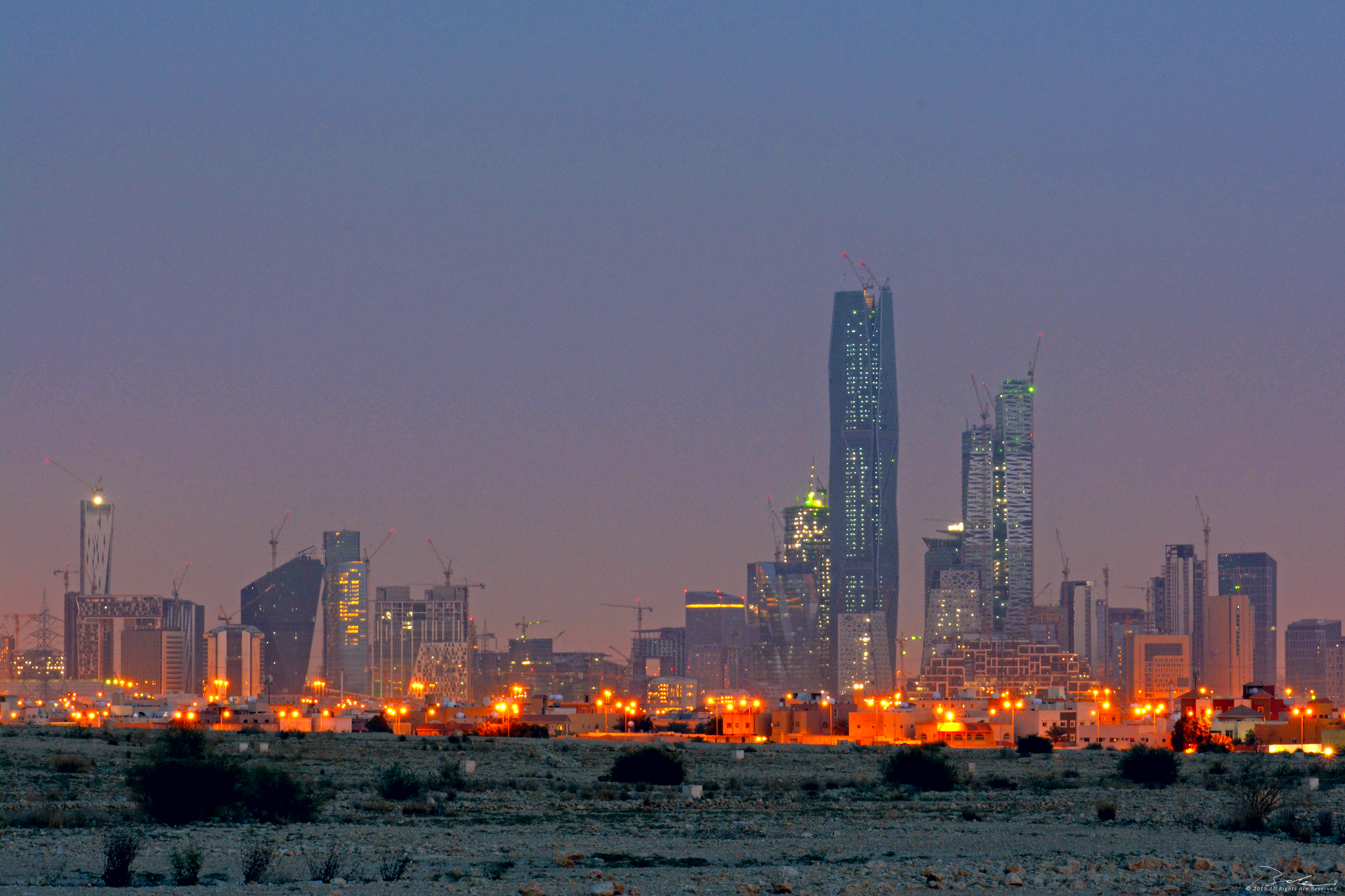
مركز الملك عبد الله المالي كما يظهر من الجهة الشمالية الشرقية لمدينة الرياض في شهر مارس سنة 2015.

مركز الملك عبد الله المالي (KAFD) يقع في مدينة الرياض، وهو الوحيد من نوعه في الشرق الأوسط حيث ستصبح الرياض عاصمة الشرق الأوسط الاقتصادية. ويوجد عدة قطاعات في المركز كما يوجد أكثر من 59 ناطحة سحاب. تبلغ مساحة المركز 1.6 ملايين متر مربع، ويقع شمال مدينة الرياض وسيكون بمقدور مركز الملك عبد الله المالي استيعاب الكثير من الموظفين ذوي التأهيل العالي من العاملين في القطاعات المالية والقطاعات ذات العلاقة، وستضم المقار الرئيسية لهيئة السوق المالية، والسوق المالية، والبنوك، والمؤسسات المالية، إضافة إلى مكاتب مؤسسات الخدمات الأخرى مثل المحاسبين، القانونيين، والمحامين، والمحللين والمستشارين الماليين، وهيئات التصنيف، ومقدمي الخدمات التقنية.
يضع مركز الملك عبد الله المالي أسسا تطويرية مناسبة لطموحات الأجيال القادمة، والتي ستضمن استمرارية الدور القيادي للمملكة العربية السعودية بوصفها صاحبة الاقتصاد والمركز المالي الأكبر في المنطقة.
كما سيضم مركز الملك عبد الله المالي جامعًا وعدد من المساجد مهيئة بشكل يوفر للساكنين والمرتادين جوا من الراحة واليسر لتأدية عباداتهم.
ستكون الأكاديمية المالية التي ستنشأ في مركز الملك عبد الله المالي مؤسسة تعليمية رائدة تعنى بالتخصصات المالية وتقدم دورات تدريبية للعاملين في القطاعات المالية أو الراغبين للعمل فيها مستقبلا، مما سيكفل تعزيز مهاراتهم وتطوير الإمكانات المتاحة لديهم.

### إنشاء الجامعات
حرصاً من خادم الحرمين الشريفين الملك عبد الله على التعليم فقد شهدت المملكة العربية السعودية نقلة نوعية وكمية في التعليم الجامعي غير مسبوقة حيث بلغ عدد الجامعات الحكومية والأهلية (35) أربع وثلاثين جامعة فقد اِفتُتحت (18) جامعة في عهده وهي:

#### الجامعات الحكومية
- جامعة الباحة (1426هـ / 2006م)
- جامعة حائل (1426هـ / 2006م)
- جامعة الجوف (1426هـ / 2006م)
- جامعة جازان (1426هـ / 2006م)
- جامعة نجران (1427هـ / 2007م)
- جامعة تبوك (1427هـ / 2007م)
- جامعة الأميرة نورة بنت عبد الرحمن آل سعود (1427هـ / 2007م)
- جامعة الحدود الشمالية (1429هـ / 2009م)
- جامعة الدمام (1430هـ / 2010م)
- جامعة الخرج (1430هـ / 2010م)
- جامعة شقراء (1430هـ)
- جامعة المجمعة (1430هـ)
- الجامعة السعودية الإلكترونية (1432هـ)

#### الجامعات الأهلية

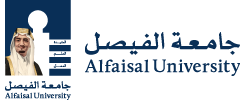
جامعة الفيصل

- جامعة الملك عبد الله للعلوم والتكنولوجيا (1428هـ / 2008)
- جامعة الفيصل (1428هـ / 2008)
- جامعة الأمير محمد بن فهد (1429هـ / 2009)
- جامعة الأمير فهد بن سلطان (1429هـ / 2009)
- جامعة دار العلوم (1429هـ / 2009)

### مشروع الملك عبد الله لتطوير التعليم العام
مشروع الملك عبد الله بن عبد العزيز لتطوير التعليم العام الذي أقره مجلس الوزراء في 24 من شهر محرم في عام 1428هـ ونُفذ على مدى 6 سنوات بتكلفة تجاوز تسعة مليارات ريال. مسؤولية الإسهام الفعَّال في تحقيق رؤية الملك عبد الله وجعلها واقعا عمليا يكتسب من خلاله طلاب المملكة وطالباتها القيم والمعارف والمهارات والاتجاهات التي تؤهلهم للقرن 21.
ويعد المشروع نقلة نوعية في مسيرة التعليم العام بالمملكة فهو مشروع نوعي يختلف عن كافة المشاريع التعليمية التي نفذتها وزارة التربية والتعليم مسبقا (وزارة التعليم حاليا) وتناولت هذه المشروعات والبرامج جوانب علمية وتربوية مختلفة كان لها الأثر الكبير والملحوظ على تطوير الأداء التربوي وأداء المتعلم والمدارس بصورة تتواكب مع طموحاته ومنطلقاً رئيسياً في تحقيق رؤيته المستقبلية في تطوير التعليم العام.

### مدينة الملك عبد الله للطاقة الذرية والمتجددة

مدينة الملك عبد الله للطاقة الذرية والمتجددة

في يوم 3 شهر جماد الأولى 1431هـ أصدر أمرًا ملكيًّا بإنشاء مدينة الملك عبد الله للطاقة الذرية والمتجددة هي مدينة علمية تعنى بشؤون الطاقة الذرية والمتجددة في المملكة العربية السعودية وهي هيئة علمية متخصصة تعنى بوضع وتنفيذ السياسة الوطنية للطاقة الذرية والمتجددة ومقرها الرئيس مدينة الرياض.
وتهدف المدينة وفقا لنظامها إلى المساهمة في التنمية المستدامة في المملكة وذلك باستخدام العلوم والبحوث والصناعات ذات الصلة بالطاقة الذرية والمتجددة في الأغراض السلمية وبما يؤدي إلى رفع مستوى المعيشة وتحسين نوعية الحياة في المملكة.
وتقوم المدينة بدعم ورعاية نشاطات البحث والتطوير العلمي وتوطين التقنية في مجالات اختصاصاتها وتحديد وتنسيق نشاطات مؤسسات ومراكز البحوث العلمية في المملكة في هذا المجال وتنظيم المؤتمرات المحلية والمشاركة في المؤتمرات الدولية وتحديد الأولويات والسياسات الوطنية في مجال الطاقة الذرية والمتجددة من أجل بناء قاعدة علمية تقنية في مجال توليد الطاقة والمياه المحلاة وفي المجالات الطبية والصناعية والزراعية والتعدينية، والعمل على تطوير الكفاءات العلمية الوطنية في مجالات اختصاصاتها.
وتشتمل هذه المدينة على متطلبات البحث العلمي كالمختبرات ووسائل الاتصالات ومصادر المعلومات، وعلى جميع المرافق اللازمة للعاملين في المدينة.

### مركز الملك عبد الله لتقنية النانو
أمر الملك عبد الله بإنشاء المركز السعودي لمعلومات النانو في عام 2010 م ويهدف إلى نشر وتوعية المجتمع بهذه التقنية والمساهمة في نقل اقتصاديات الوطن العربي والإسلامي إلى مصاف الدول المتقدمة ويقوم بعمل ورش عمل، ومحاضرات لطلاب وطالبات المدارس والجامعات والمعاهد وغيرهم من المهتمين بهذه التقنية من أفراد المجتمع، أيضا يوفر المركز منتجات النانو الحاصلة على شهادة السلامة للأفراد والبيئة وشهادة الجودة أيضاً، كذلك يعمل على إنشاء جهة مسؤولة عن توفير المعلومات الصحيحة والموثوقة الخاصة بتقنية النانو.

### زيادة رواتب موظفي الدولة الثانية
في الـ 13 من شهر ربيع الثاني عام 1432 هـ صدر أمر الملك عبد الله باعتماد الحد الأدنى لرواتب كافة فئات العاملين في الدولة من السعوديين بثلاثة آلاف ريال شهرياً وصرف بدل إعانة الشباب الباحثين عن عمل لمدة عام والإعفاء من أقساط القروض العقارية.
كما أمر الملك عبد الله باعتماد تثبيت بدل غلاء المعيشة ومقدارها (15%) ضمن الراتب الأساسي بالإضافة إلى صرف راتبين أساسيين لجميع موظفي الدولة.
وتأتي هذه القرارات في مواجهة موجة التضخم وغلاء الأسعار، ودعم القدرة الشرائية للفرد ورفع مستوى معيشة المواطن.

### الهيئة الوطنية لمكافحة الفساد «نزاهة»

الهيئة الوطنية لمكافحة الفساد "نزاهة"

أدت أحداث المتظاهرين بسبب الربيع العربي والذي كان من أهم أسبابه الفساد الإداري والمالي إلى إنشاء الهيئة الوطنية لمكافحة الفساد "نزاهة" في 13 من شهر ربيع الأول من عام 1432 هـ وأن تشمل مهامها كافة القطاعات الحكومية ولا يستثنى من ذلك كائن من كان وأن تسند إليها مهام متابعة تنفيذ الأوامر والتعليمات الخاصة بالشأن العام، ويدخل في اختصاصها متابعة أوجه الفساد الإداري والمالي.
وطالب جميع الوزارات والمؤسسات والمصالح الحكومية وغيرها الرفع للهيئة بكل المشاريع المعتمدة لديها وعقودها ومدة تنفيذها وصيانتها وتشغيلها دون الإخلال باختصاصات الجهات الرقابية الأخرى تقوم الهيئة بالتنسيق اللازم مع تلك الجهات فيما يخص الشأن العام ومصالح المواطنين وعلى تلك الجهات تزويد الهيئة بأي ملاحظات مالية أو إدارية تدخل ضمن مهام الهيئة.

### رفع قرض البنك العقاري من 300 إلى 500 ألف ريال

صندوق التنمية العقاري

انزعج الكثير من المواطنين بسبب تدني الدعم الحكومي للقرض العقاري وأيضاً من بعض شروطه والتي تتطلب امتلاك قطعة أرض لكي يتم منحك القرض من قبل الصندوق العقاري.
فقد أمر الملك عبد الله وبرغبة منه في توفير أسباب الحياة الكريمة للمواطنين بما في ذلك السعي إلى تمكينهم من تأمين السكن الملائم لهم وذلك بشكل عاجل فقد أمر في الـ 13 من شهر ربيع الأول من عام 1432 هـ برفع قيمة الحد الأعلى للقرض السكني من صندوق التنمية العقارية من 300 ألف ريال إلى 500 ألف ريال اعتباراً من تاريخه، وأيضًا إتاحة التقديم لجميع المواطنين للاستفادة من الدعم الحكومي بدون أي شروط تعجيزية.

### إحداث 60 ألف وظيفة عسكرية لوزارة الداخلية
أدت احتجاجات يوم الغضب وأيضاً احداث العوامية والتي كانت عبارة عن سلسلة من المظاهرات والاحتجاجات تحولت فيما بعد إلى اشتباكات وأحداث عنف وأعمال شغب سقط فيها قتلى وجرحى من رجال الأمن مما أدى إلى رفع طلب من وزير الداخلية الأمير نايف إلى للملك عبد الله؛ لاستحداث وظائف أمنية لمواجهة الاحتجاجات ولسد العجز الحاصل بالقوات الأمنية.
وافق الملك عبد الله في 14 من شهر ربيع الثاني عام 1432 هـ على إحداث (60) ألف وظيفة عسكرية لوزارة الداخلية بناء على طلب وزير الداخلية، على أن يتم تحديد الرتب وعدد كل رتبة بالتنسيق بين وزارة الداخلية ووزارة المالية.

### وعد الشمال
وعد الشمال أو مدينة وعد الشمال هي مدينة تعدينية متكاملة، تقع شمال شرق مدينة طريف في منطقة الحدود الشمالية. تبعد المدينة عن مطار طريف ومدينة طريف 15 كيلومتر وعن القريات 180 كيلومتر. تقوم مدن بإدارة وتطوير المدينة. خصص مجلس الوزراء السعودي مساحة 290 كم مربع لمدينة وعد الشمال، بالإضافة إلى 150 كلم مربع لمشروع شركة معادن للصناعات الفوسفاتية ومشاريعها الأخرى، وبذلك يكون إجمالي المساحات المخصصة للمدينة 440 كلم مربع.
في عام 2012 م أمر الملك عبد الله بن عبد العزيز بالبدء في إنشاء مدينة وعد الشمال التعدينية، وأسند لشركة معادن تطوير المدينة، وفي نفس العام قام وزير البترول والثروة المعدنية بإطلاق اسم مشروع الملك عبد الله لتطوير مدينة وعد الشمال على مشروع تطوير المدينة. في عام 2015 م صدر أمر ملكي بتحويل إدارة مدينة وعد الشمال من شركة معادن إلى هيئة المدن الصناعية السعودية.

### الجمعة والسبت إجازة رسمية
نظرًا للإجازة الرسمية بالدولة يومي الخميس والجمعة؛ فقد عانت البنوك السعودية كثيرًا حيث أنها تقفل يومي الخميس والجمعة ولا تستطيع أن تمارس نشاطها المالي يوم السبت والأحد حيث أنها تصادف الإجازة الأسبوعية بالدول الغربية مما سبّب لها خسائر كبيرة فرفع الأمر إلى الملك عبد الله لدراسة الموضوع.
وافق الملك عبد الله بأن تكون أيام العمل الرسمية في كافة الوزارات والهيئات والمؤسسات الحكومية والمؤسسات المالية ومؤسسة النقد العربي السعودي وهيئة السوق المالية والسوق المالية السعودية من يوم الأحد إلى يوم الخميس وتكون العطلة الأسبوعية يومي الجمعة والسبت بناء على ما تقتضيه المصلحة العامة وانطلاقاً مما تفرضه المكانة الاقتصادية للمملكة والتزاماتها الدولية والإقليمية وتوجهها نحو الاستثمار الأمثل لتلك المكانة لما فيه مصلحتها وحرصاً على وضع حد للآثار السلبية والفرص الاقتصادية المهدرة المرتبطة باستمرار التباين القائم في بعض أيام العمل بين تلك الأجهزة والمصالح والمؤسسات والهيئات الوطنية ونظيراتها الدولية والإقليمية.

### مشروع الملك عبد العزيز للنقل العام «مترو الرياض»

محطات القطار الكهربائي

بسبب ما تعانيه مدينة الرياض من كثافة سكانية أدى ذلك إلى ازدحام الطرق بالرغم من طرقها الواسعة والحديثة والكباري والأنفاق وخصوصاً أوقات الذروة حيث يصل التأخير في بعض الأوقات أكثر من ساعتين خصوصاً في وجود حوادث بالطرق مما أدى إلى رفع خطة شاملة من هيئة تطوير مدينة الرياض إلى الملك عبد الله.
وافق مجلس الوزراء على تنفيذ مشروع النقل العام في مدينة الرياض «القطارات والحافلات» بكامل مراحله وخصصت لجنة عليا للإشراف على تنفيذه بقيمة 22.5 مليار دولار لثلاثة ائتلافات تقودها شركات أجنبية من أكبر مصنعي ومنفذي شبكات القطارات في العالم لتصميم وإنشاء أول شبكة مترو في العاصمة الرياض في مشروع عملاق سيستغرق تنفيذه خمس سنوات ليعطي الضوء الأخضر لأكبر نقلة فعلية على الأرض في مجال المواصلات الداخلية في تاريخ المملكة.
ويهدف المشروع إلى تقليص الازدحام المروري وتحسين النشاط الاقتصادي للعاصمة ومن المقرر تشغيله في عام 2020م بعد أن كان مقررًا انتهاء العمل وتشغيل المشروع في يوليو عام 2018م.

## أحداث في عهده
- مركز الملك عبد الله للدراسات والبحوث البترولية (كابسارك).
- مدينة الملك عبد الله للطاقة الذرية والمتجددة.
- مدينة الملك عبد الله الاقتصادية.
- جامعة الملك عبد الله للعلوم والتقنية.
- مظلات المسجد النبوي.
- مدينة الملك عبد الله الرياضية.
- توسعة المسجد الحرام.
- مشروع سقيا زمزم 2010.
- مركز الملك عبد الله بن عبد العزيز العالمي للحوار بين أتباع الأديان والثقافات.

كمساهمة من السعودية وفي ظل الجهود الدولية لمكافحة وباء إيبولا الذي طال غينيا وليبريا وسيراليون وعدد آخر من بلدان غرب أفريقيا عام 2014م في هجمة وبائية هي الأسوأ في التاريخ فقد أمر الملك عبد الله بمساعدات مالية للقضاء على الوباء.

## حقوق الإنسان في عهده

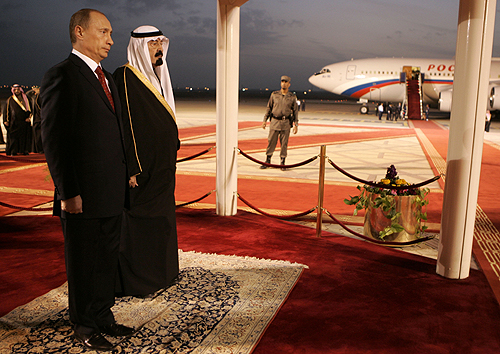
استقبال رسمي بين الرئيس الروسي فلاديمير بوتين والملك عبد الله بن عبد العزيز آل سعود في مطار الملك خالد الدولي بمدينة الرياض

أصدرت منظمة العفو الدولية تقريرًا اتهمت فيه المملكة العربية السعودية بانتهاك حقوق الإنسان أثناء حملتها ضد الإرهاب، وذكر تقرير المنظمة أن الآلاف من المعتقلين زج بهم في المعتقلات وأصبحوا رهنًا لها لسنوات دون محاكمة.
كما ذكر التقرير أن السلطات السعودية تنتهك حقوق الإنسان بشكل مكثف وعلى نطاق واسع وأن المجتمع الدولي يتغاضى عن هذه الانتهاكات، كما ذكر التقرير أن السعودية استخدمت نفوذها الدولي القوي للإفلات من المساءلة، بينما تقاعس المجتمع الدولي عن محاسبة الحكومة على هذه الانتهاكات.
كما أصدرت منظمة العفو الدولية تقريرًا آخرًا ذكر فيه بأن الانتهاكات ترتكب بسرية وتكتم، ويحتجز معظمهم طيلة أعوام بمعزل عن العالم الخارجي ودون محاكمة.

## التواصل الخارجي

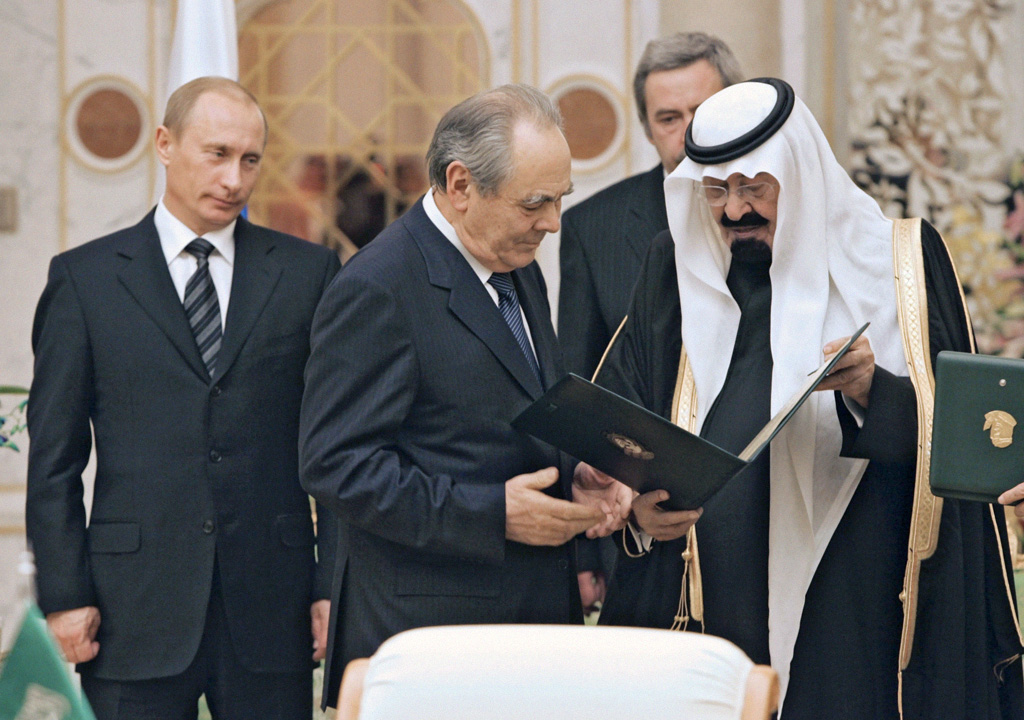
العاهل السعودي الملك عبد الله بن عبد العزيز آل سعود مع الرئيس الروسي فلاديمير بوتين في قصر الكرملين بالعاصمة الروسية موسكو

قام بالعديد من الزيارات لكثير من الدول في العالم بالإضافة للدول العربية مثل سوريا ومصر والأردن وذلك لتوطيد ودعم علاقة المملكة العربية السعودية مع جميع الدول الصديقة والشقيقة، كما قام بزيارة تاريخية لحاضرة الفاتيكان بروما التقى خلالها مع البابا بندكت السادس عشر وذلك لدعم الحوار الإسلامي - المسيحي، كما رأس وفد المملكة العربية السعودية في العديد من المؤتمرات الخليجية والعربية، وفي العديد من المؤتمرات الدولية والإقليمية ومنها حيث ترأس وفد المملكة حين كان ولياً للعهد ونائباً لرئيس مجلس الوزراء ورئيساً للحرس الوطني قمة داكار المقامة في العاصمة السنغالية داكار في جمادى الآخر عام 1412هـ، وقد شاركت 46 دولة من رؤساء وحكام الدول، وكان الهدف من هذا المؤتمر توحيد الصفوف ضد الأخطار التي تواجه الأمة. ومؤتمر حوار الأديان في إسبانيا الذي ترأسه، ومؤتمر حوار الأديان وأبرز ما قام به خلال السنوات الأخيرة من ولايته للعهد هو إطلاق مبادرة السلام العربية في الشرق الأوسط والتي قدمها في مؤتمر القمة العربية التي عقدت في العاصمة اللبنانية بيروت عام 2002 والتي تقضي بانسحاب إسرائيل من كافة الأراضي العربية التي احتلتها عام 1967 بما فيها هضبة الجولان السورية والقدس الشرقية وإعادة اللاجئين الفلسطينيين إلى وطنهم وإزالة كل المستوطنات الإسرائيلية مقابل تطبيع عربي إسلامي كامل مع إسرائيل.

## سياسته الخارجية

### أزمة لبنان

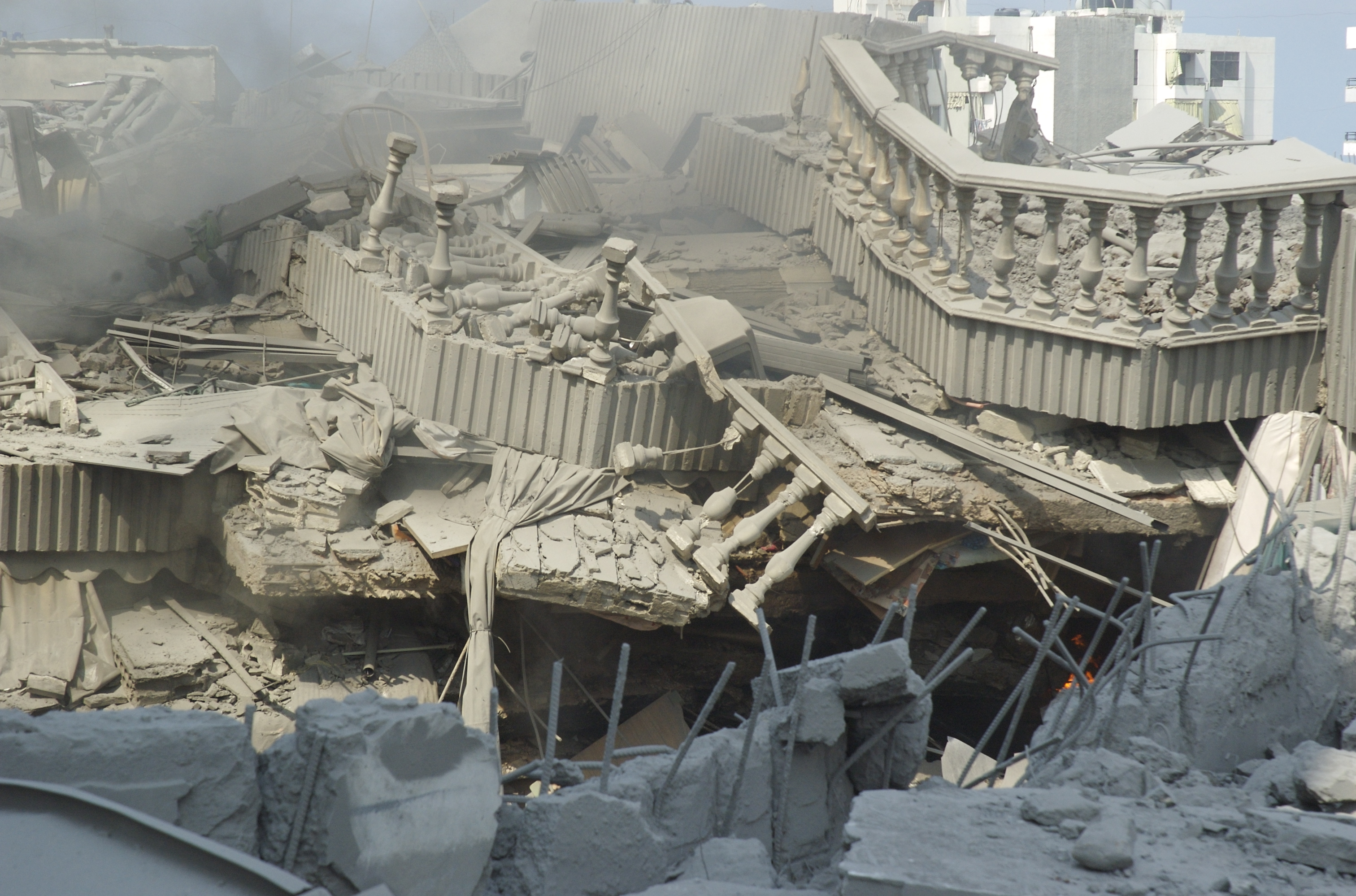
حرب لبنان 2006

عندما حدث الاعتداء الإسرائيلي على بيروت في يوليو عام 2006 م دانت المملكة بشدة تلك العمليات العسكرية وحذرت المجتمع الدولي من خطورة الوضع في المنطقة وانزلاقه نحو أجواء حرب ودائرة عنف جديدة من الصعب التنبؤ بنتائجها خاصة في ظل التراخي الدولي في التعاطي مع السياسات الإسرائيلية، ودعت المجتمع الدولي إلى الاضطلاع بمسؤولياته الشرعية والإنسانية لإيقاف العدوان الإسرائيلي السافر وحماية الشعب اللبناني الشقيق وبنيته التحتية ودعم جهود الحكومة اللبنانية الشرعية للحفاظ على لبنان وصون سيادته وبسط سلطته على كامل ترابه الوطني.
وبادرت المملكة وبتوجيهات من الملك عبد الله بن عبد العزيز إلى الاتصال بالمجتمع الدولي وسعت من خلال علاقاتها مع الولايات المتحدة ودول العالم الأخرى ومن خلال الأمم المتحدة إلى رفع ما وقع على لبنان وتم التوصل إلى وقف الغارات الإسرائيلية البشعة على العاصمة اللبنانية والهجوم البرى على الجنوب اللبناني.
ولم تكتف المملكة العربية السعودية بالتحرك السياسي بل شعرت بالمأساة الإنسانية التي خلفها العدوان الإسرائيلي على لبنان. ومن هذا المنطلق وجه الملك عبد الله الدعوة لحملة تبرعات شعبية كما وجه بإيداع وديعة بمليار دولار في المصرف اللبناني المركزي دعما للاقتصاد اللبناني. واستجابة لنداء رئيس وزراء لبنان فؤاد السنيورة وجه الملك عبد الله بتحويل مبلغ خمسين مليون دولار بشكل فوري ليكون تحت تصرف رئيس الوزراء لصرفه على الاحتياجات الإغاثية العاجلة وتوفير الخدمات اللازمة للتخفيف من معاناة الشعب اللبناني.
ألقى العاهل السعودي الملك عبد الله بن عبد العزيز آل سعود باللوم على «عناصر حزب الله» في داخل لبنان في توريط لبنان في حرب مع إسرائيل، وقال الملك عبد الله في بيان نشرته وكالة الأنباء السعودية: «إن السعودية تود أن تعلن بوضوح أنه لا بد من التفرقة بين المقاومة الشرعية وبين المغامرات غير المحسوبة التي تقوم بها عناصر حزب الله اللبناني داخل الدولة اللبنانية ومن وراءها إيران، دون رجوع إلى السلطة الشرعية في دولتها، ودون تشاور أو تنسيق مع الدول العربية، فتوجد بذلك وضعاً بالغ الخطورة، يُعّرض جميع الدول العربية ومنجزاتها للدمار، دون أن يكون لهذه الدول أي رأي أو قول.» ويعتبر هذا الموقف انتقاد صريح على غير العادة من الملك عبد الله موجه إلى جماعة حزب الله اللبناني وداعميهم الإيرانيين 

### أزمة السودان وتشاد

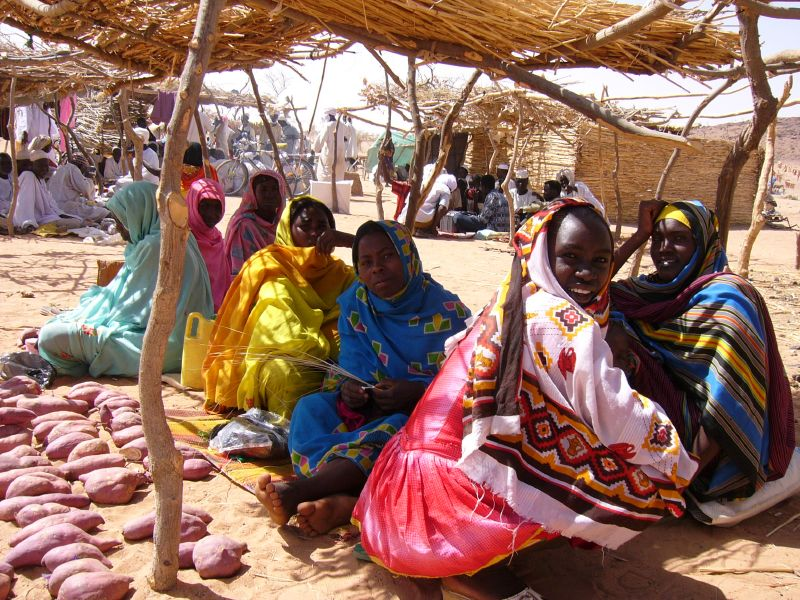
لاجئين بسبب الحرب في دارفور

تعانى العلاقات السودانية التشادية منذ سنوات من الاضطراب والتأرجح ما بين الهدوء النسبي والتصعيد من جهة أخرى. فتشاد توجه اتهامات تجاه الخرطوم بانتهاك سيادة اراضيها والتدخل في شأنها الداخلي بل والسعي للإطاحة بنظامها والخرطوم تتهم العاصمة التشادية بدعم المسلحين في دارفور بتوفير المساحة والدعم المباشر وغير المباشر والمساهمة في تفجير الأوضاع في دارفور.
التعقيدات التي تكتنف ملف الحرب في دارفور وتقاطعاته مع الأوضاع في تشاد تلقى بظلالها أيضاً على العلاقات بين البلدين، حيث ينتمي معظم قادة حركتي التمرد الرئيستين في دارفور إلى قبيلة الزغاوة التي ينحدر منها الرئيس إدريس ديبي وقادة الحكم والجيش في بلاده.
وكانت معارك عنيفة سنة 2007 بين الجيش التشادي ومجموعات التمرد الرئيسية في شرق تشاد. ومنذ ذلك الوقت بدأت مجموعات التمرد التشادية في إعادة تنظيم صفوفها واعترفت بعضها بان الجزء الأكبر من قواتها موجود حاليا على خط الحدود بين السودان وتشاد.
وفي إطار حرص الملك عبد الله بن عبد العزيز على رأب الصدع ولم الشمل تم في مايو 2007م في الرياض التوقيع على اتفاق ثنائي لتطوير وتعزيز العلاقات بين جمهورية السودان وجمهورية تشاد حيث قام فخامة الرئيس عمر حسن البشير وفخامة الرئيس إدريس ديبي أتنو بالتوقيع على الاتفاق الثنائي لتطوير وتعزيز العلاقات بين بلديهما وحل الخلاف الذي وقع بينهما.

### المصالحة الوطنية الصومالية

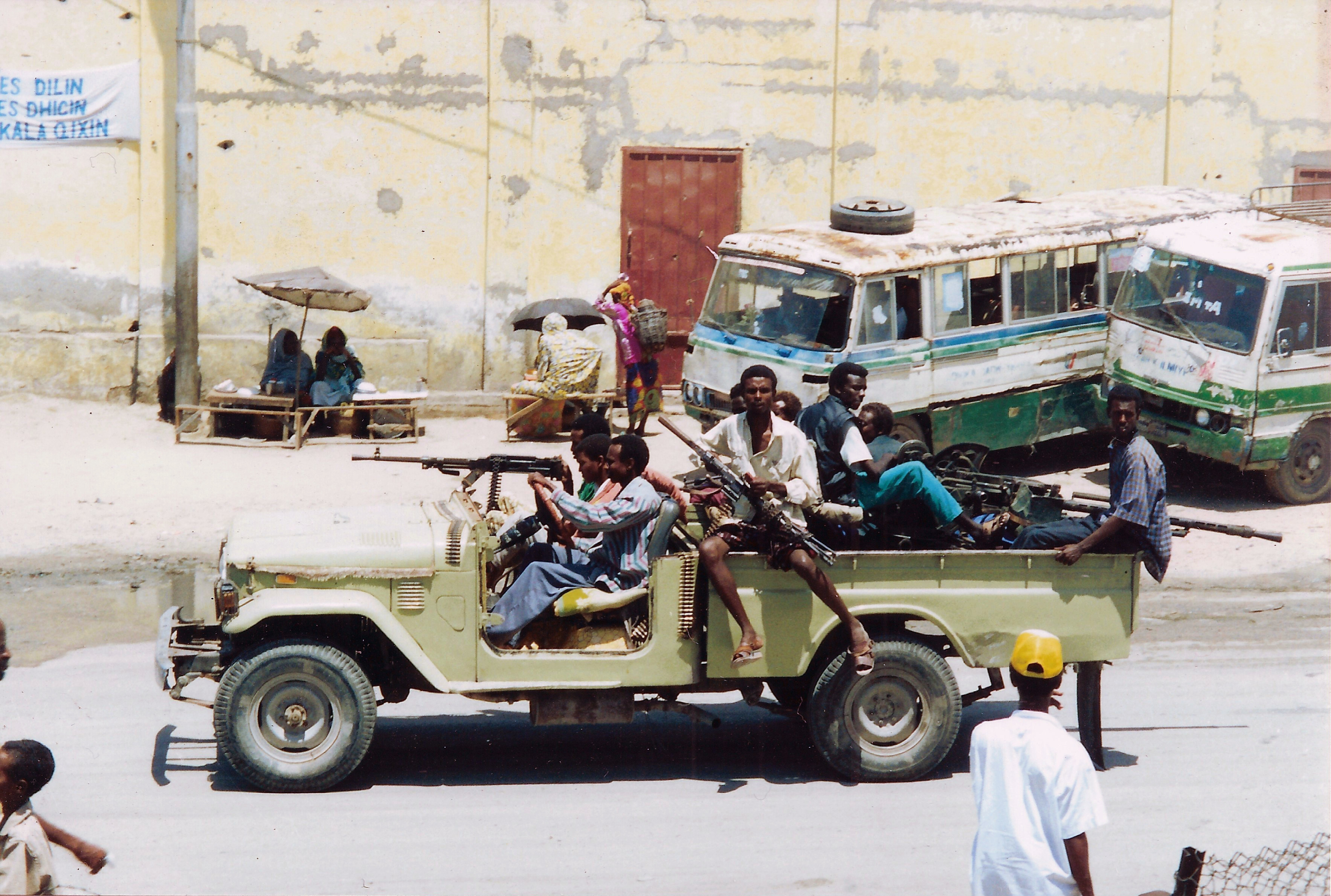
مسلحون في العاصمة الصومالية مقديشو عام 1993م.

في شهر رمضان عام 1428هـ وبرعاية الملك عبد الله عقدت بقصر المؤتمرات بجدة الجلسة الختامية لمؤتمر المصالحة الوطنية الصومالية وجرى استكمال التوقيع على اتفاق المصالحة الوطنية الصومالية حيث قام فخامة الرئيس الصومالي عبد الله يوسف أحمد ودولة رئيس البرلمان آدم محمد نور ودولة رئيس الوزراء علي محمد جيدي بالتوقيع على المصالحة. وقال الرئيس الصومالي الذي نشرت أقواله وكالة الأنباء السعودية «من اجل تعزيز عملية المصالحة الوطنية الشاملة ندعو من هذا المنبر إلى إرسال قوات عربية أفريقية مشتركة تحت قيادة الأمم المتحدة لتتولى هي مسؤولية حفظ السلام والأمن في الصومال».

### اتفاق حركتي حماس وفتح في مكة

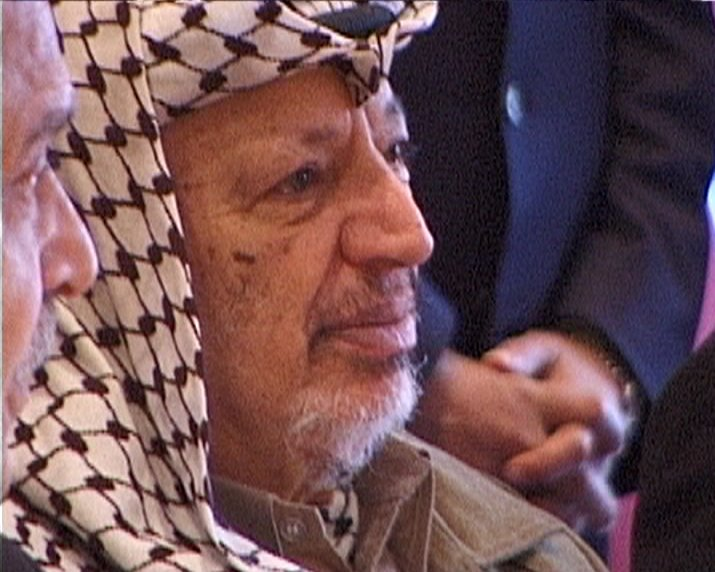
ياسر عرفات مؤسس حركة فتح وقائدها حتى وفاته سنة 2004

هو اتفاق بين حركتي فتح وحماس وقع في مدينة مكة في 8 فبراير 2007 م بعد مداولات لمدة يومان وتم الإتفاق على إيقاف أعمال الاقتتال الداخلي وتشكيل حكومة وحدة وطنية. تم الاتفاق برعاية الملك عبد الله وقد شارك في المداولات التي سبقت الاتفاق العديد من الشخصيات الفلسطينية من الطرفين (فتح وحماس)، كان من بينهم الرئيس الفلسطيني محمود عباس (فتح) والنائب محمد دحلان (فتح) ورئيس الوزراء إسماعيل هنية (حماس) وخالد مشعل (رئيس المكتب السياسي لحركة حماس). ورغم أجواء التفاؤل الكبيرة التي رافقت التوقيع على الاتفاق إلى أن التوتر بقي موجوداً في الأسابيع التي أعقبت التوقيع. انهار الاتفاق مع أحداث منتصف حزيران في قطاع غزة في يونيو 2007 والتي انتهت إلى أن تؤول السلطة في القطاع إلى حركة حماس.

### زيارته للولايات المتحدة الأمريكية

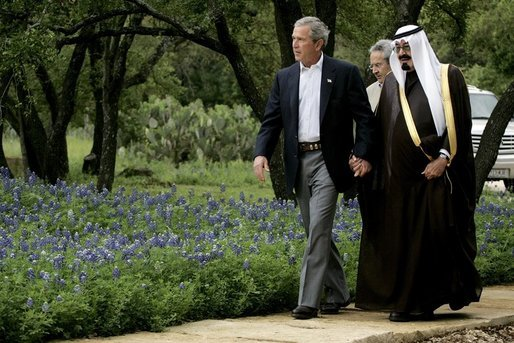
عبد الله بن عبد العزيز مع جورج بوش الابن خلال زيارته للولايات المتحدة أيام حرب العراق في أبريل عام 2005

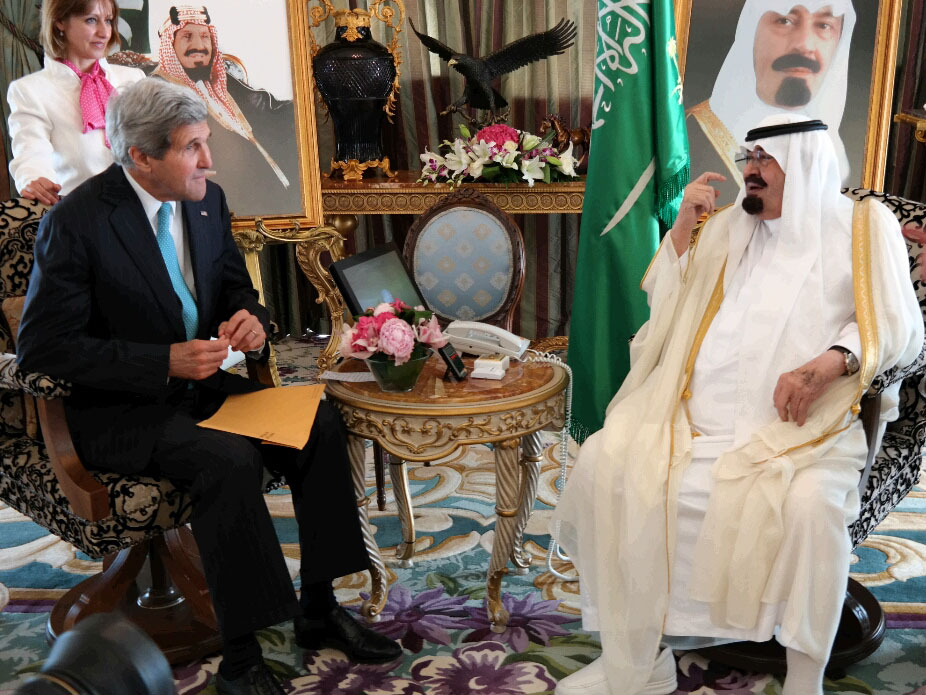
العاهل السعودي الملك عبد الله بن عبد العزيز آل سعود في مباحثات مع وزير الخارجية الأمريكي جون كيري

في أكتوبر عام 1976، عندما كان يجرى تدريب الأمير عبد الله لقدر أكبر من المسؤولية في الرياض، تم إرساله إلى الولايات المتحدة للقاء الرئيس جيرالد فورد. سافر مرة أخرى إلى الولايات المتحدة وليا للعهد في أكتوبر 1987، للقاء نائب الرئيس جورج بوش الأب. في أبريل 2002، قام بزيارة للولايات المتحدة للقاء الرئيس جورج دبليو بوش وعاد مرة أخرى في نيسان 2005. في أبريل 2009، في قمة لزعماء العالم التقى الرئيس الأمريكي باراك أوباما. في يونيو 2009، استضاف الملك عبد الله الرئيس أوباما في المملكة العربية السعودية. بدوره، استضاف أوباما الملك عبد الله في البيت الأبيض في الشهر نفسه. أظهر دعمًا كبيرًا لرئاسة أوباما وقال «الحمد لله على جلب أوباما إلى الرئاسة»، مضيفا أن انتخاب أوباما خلق «أمل كبيرا» في نفوس المسلمين حول العالم.

### العراق
تجاهلت إدارة بوش نصائح ولي العهد عبد الله ووزير الخارجية السعودي سعود الفيصل على عدم غزو العراق. العديد من الحكومات العربية كانت تعارض اسميًا فقط على غزو العراق بسبب العداء الشعبي. قبل أن يصبح ملكًا، كان يعتقد أن الأمير عبد الله ربما كان ضد الغزو الأمريكي للعراق. قدمت الرياض دعما أساسيًا للولايات المتحدة خلال الحرب، وأثبتت أن «الضرورة تؤدي إلى بعض التوافقات من وقت لآخر». أعرب الملك عدم ثقته في رئيس الوزراء العراقي نوري المالكي وأبدى عدم رضاه في تطور العلاقات بين البلدين طالما بقي المالكي في منصبه. الملك عبد الله قال لمسؤول عراقي عن المالكي، «أنت والعراق في قلبي، ولكن ذلك الرجل لا»

### إيران

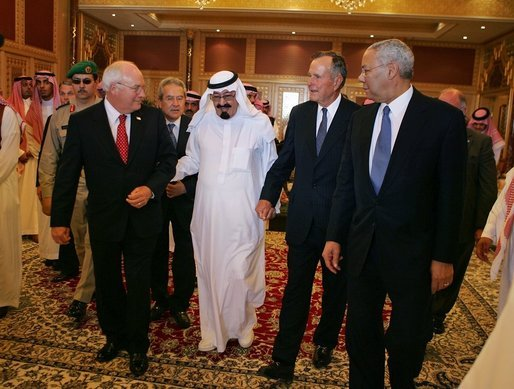
العاهل السعودي الملك عبد الله بن عبد العزيز آل سعود مع وزير الدفاع الأمريكي ديك تشيني

في نيسان 2008، شجّع الملك عبد الله وقال لسفير الولايات المتحدة الأمريكية لدى العراق، ريان كروكر والجنرال الأمريكي ديفيد بتريوس إلى «قطع رأس الأفعى».
صرح الأستاذ عادل الجبير سفير المملكة العربية السعودية لدى واشنطن آنذاك، أن نصائح الملك عبد الله المتكررة للولايات المتحدة الأمريكية هي حثه لهم لوضع حد لبرنامج إيران للأسلحة النووية. وأكد الملك عبد الله أن الحرس الثوري الإيراني يحاول إنشاء منظمات مثل حزب الله اللبناني في البلدان الأفريقية، مشيرا إلى أن الإيرانيين لا يعتقدون أنهم يفعلون أي شيء خطأ، ولا تعترف بأخطائها.
في 11 أكتوبر 2011، زعم مسؤولون من الولايات المتحدة أن هناك مؤامرة من قبل الحكومة الإيرانية لاغتيال السفير السعودي في الولايات المتحدة عادل الجبير. وتم تسمية العملية في وسائل الإعلام «بمؤامرة الاغتيال الإيرانية» و«مؤامرة إيران الإرهابية»، في حين سمى مكتب التحقيقات الفدرالي المؤامرة «بعملية التحالف الأحمر». وتم القبض على المواطنين الإيرانيين غلام شكوري ومنصور اربابسيار واتهامهما من قبل المحكمة الاتحادية في نيويورك بالتآمر لاغتيال عادل الجبير في 11 أكتوبر عام 2011. ووفقا لمسؤولين أمريكيين، بأن المتهمين خططوا لاغتيال عادل الجبير عن طريق تفجير المطعم المتواجد فيه السفير، وبعد ذلك التوجه للسفارة السعودية وتفجيرها، أيضا اعترف المتهمين بأنهم خططوا لتفجير السفارة السعودية والسفارة الإسرائيلية معا.

### مصر والإخوان المسلمين

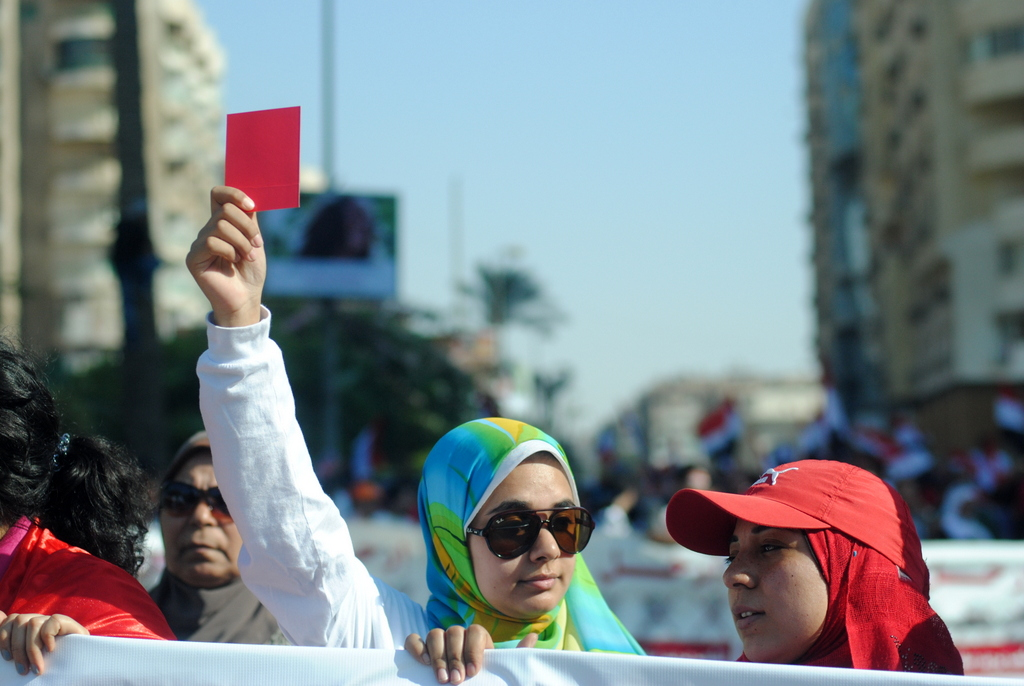
متظاهره ترفع الكارت الأحمر لمرسي في مظاهرات 30 يونيو 2013

تولى محمد مرسي رئاسة الجمهورية بعد فترة أدار فيها المجلس الأعلى للقوات المسلحة شؤون البلاد عقب سقوط حكم محمد حسني مبارك الذي أعلن تنحيه عن الحكم بعد 18 يومًا من التظاهرات. مع مرور عشرة أشهر على حكم محمد مرسي، تأسست حركة تمرد في 26 أبريل 2013، وهي حركة لِجمع توقيعات المصريين لسحب الثقة من الرئيس محمد مرسي وإجراء انتخابات رئاسية مبكرة. أعلنت الحركة عن جمع 22 مليون توقيع لسحب الثقة من مرسي، ودعت هؤلاء الموقعين للتظاهر يوم 30 يونيو. ورفضت المعارضة دعوة الرئيس للحوار وتشكيل لجنة لتعديل الدستور والمصالحة الوطنية، وذلك في خطاب امتد لساعتين ونصف. وتلا محمد البرادعي بيان جبهة الإنقاذ المعارضة، وقال إن خطاب محمد مرسي «عكس عجزًا واضحًا عن الإقرار بالواقع الصعب الذي تعيشه مصر بسبب فشله في إدارة شؤون البلاد منذ أن تولى منصبه قبل عام». وتمسكت الجبهة بالدعوة إلى إجراء انتخابات رئاسية مبكرة.
دعا شيخ الأزهر أحمد الطيب في بيان كل مصري إلى تحمل مسؤوليته «أمام الله والتاريخ والعالم» وحذر من الانجراف إلى الحرب الأهلية «التي بدت ملامحها في الأفق والتي تنذر بعواقب لا تليق بتاريخ مصر ووحدة المصريين ولن تغفرها الأجيال لأحد». ودعا بابا الأقباط الأرثوذكس تواضروس الثاني المصريين إلى التفكير معًا والتحاور معًا، وطلب منهم الصلاة من أجل مصر.
كان موقف العاهل السعودي الملك عبد الله بن عبد العزيز آل سعود صارماً في دعم الحكومة الجديدة بقيادة وزير الدفاع المصري الفريق أول أركان حرب عبد الفتاح السيسي بعد انقلاب 2013 في مصر ضد حكومة جماعة الإخوان المسلمين.

## الربيع العربي
الثورات العربية أو الربيع العربي في الإعلام هي حركات احتجاجية سلمية ضخمة انطلقت في بعض البلدان العربية خلال أواخر عام 2010 ومطلع 2011، متأثرة بالثورة التونسية التي اندلعت جراء إحراق محمد البوعزيزي نفسه ونجحت في الإطاحة بالرئيس السابق زين العابدين بن علي قام الشاب التونسي محمد البوعزيزي بإحراق نفسه يوم 17 ديسمبر في مدينة سيدي بوزيد التونسية لأنه سئم وضعه الاجتماعي المتردي إضافة لتسلط الشرطة على المواطنين وعدم قبول الشكاوي الموجهة ضدهم، وتضامن أهالي سيدي بوزيد مع البوعزيزي وخرجوا في مظاهرات للمطالبة بالعدالة والحرية، ولكن الاحتجاجات سرعان ما تحولت إلى ثورة أطاحت بالرئيس التونسي زين العابدين بن علي لتكون شرارة الاحتجاجات في الوطن العربي من المحيط إلى الخليج. وكان من أسبابها الأساسية انتشار الفساد والركود الاقتصاديّ وسوء الأحوال المَعيشية، إضافة إلى التضييق السياسيّ والأمني وعدم نزاهة الانتخابات في معظم البلاد العربية مما أدى ذلك إلى الاحتجاجات في بعض البلدان العربية من ضمنها الاحتجاجات البحرينية والعمانية ويوم الغضب السعودي وتحسين المستوى المعيشي لمواجهة التضخم.

### استضافة الرئيس التونسي زين العابدين بعد سقوط نظامه
وصلت طائرة الرئيس التونسي زين العابدين بن علي إلى جدة بالسعودية، وقد رحب العاهل السعودي الملك عبد الله بقدوم بن علي وأسرته إلى الأراضي السعودية وجاء في بيان للملك عبد الله من الديوان الملكي السعودي نشرته وكالة الأنباء السعودية «أنه انطلاقاً من تقدير المملكة العربية السعودية للظروف الاستثنائية التي يمر بها الشعب التونسي الشقيق وتمنياتها بأن يسود الأمن والاستقرار في هذا الوطن العزيز على الأمتين العربية والإسلامية جمعاء وتأييدها لكل إجراء يعود بالخير للشعب التونسي الشقيق فقد رحبت المملكة العربية السعودية بقدوم فخامة الرئيس التونسي زين العابدين بن علي وأسرته إلى المملكة العربية السعودية. وأن المملكة العربية السعودية إذ تعلن وقوفها التام إلى جانب الشعب التونسي الشقيق لتأمل ـ بإذن الله ـ في تكاتف كافة أبنائه لتجاوز هذه المرحلة الصعبة من تاريخه.»

### معارضته للثورة ضد نظام مبارك

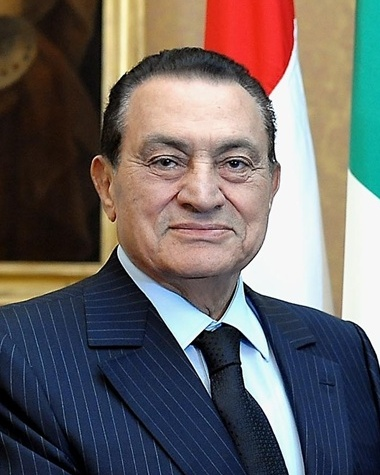
نظام الرئيس المصري محمد حسني مبارك كان أهم حليف عربي للسعودية

اندلعت الثورة الشعبية في تونس في 18 ديسمبر عام 2010 (أي قبل 38 يومًا من اندلاع ثورة الغضب المصرية) احتجاجًا على الأوضاع الاجتماعية والاقتصادية والسياسية السيئة وتضامنًا مع محمد البوعزيزي الذي أضرم النار في نفسه، واستطاعت هذه الثورة في أقل من شهر الإطاحة بالرئيس التونسي زين العابدين بن علي (الذي حكم البلاد لمدة 23 سنة بقبضةٍ حديدية). هذا النجاح الذي حققته الثورة الشعبية التونسية أظهر أن قوة الشعب العربي تكمن في تظاهره وخروجه إلى الشارع، وأن الجيش هو قوة مساندة للشعب وليس أداة لدى النظام لقمع الشعب. كما أضاءت تلك الثورة الأمل لدى الشعب العربي بقدرته على تغيير الأنظمة الجاثمة عليه وتحقيق تطلعاته.
انطلقت ثورة 25 يناير وهي مجموعة من التحركات الشعبية ذات الطابع الاجتماعي والسياسي. انطلقت يوم الثلاثاء 25 يناير 2011 الموافق 21 صفر 1432 هـ. يوم 25 يناير الذي اختير ليوافق عيد الشرطة حددته عدة جهات من المعارضة المصرية والمستقلين، من بينهم حركة شباب 6 أبريل  وحركة كفاية وكذلك مجموعات الشباب عبر موقع التواصل الاجتماعي فيس بوك وتويتر والتي من أشهرها مجموعة «كلنا خالد سعيد» و«شبكة رصد» وشباب الإخوان المسلمون.
مع بداية ثورة 25 يناير ضد حكم مبارك أجرى ملك السعودية الملك عبد الله بن عبد العزيز اتصالا هاتفيا مع الرئيس المصري حسني مبارك أعرب فيه عن مساندته له وانتقد الاحتجاجات الشعبية المستمرة منذ الثلاثاء الماضي، وبعد أن برز أن المخاطر على نظام مبارك جدية تدخل الملك السعودي عبد الله بن عبد العزيز، معلنا انحيازه لموقف الرئيس المصري حسني مبارك، ومتحدثا عن «بعض المندسين باسم حرية التعبير بين جماهير مصر الشقيقة واستغلالهم لنفث أحقادهم تخريبا وترويعا وحرقا ونهبا ومحاولة إشعال الفتنة الخبيثة».

### الاحتجاجات البحرينية 2011

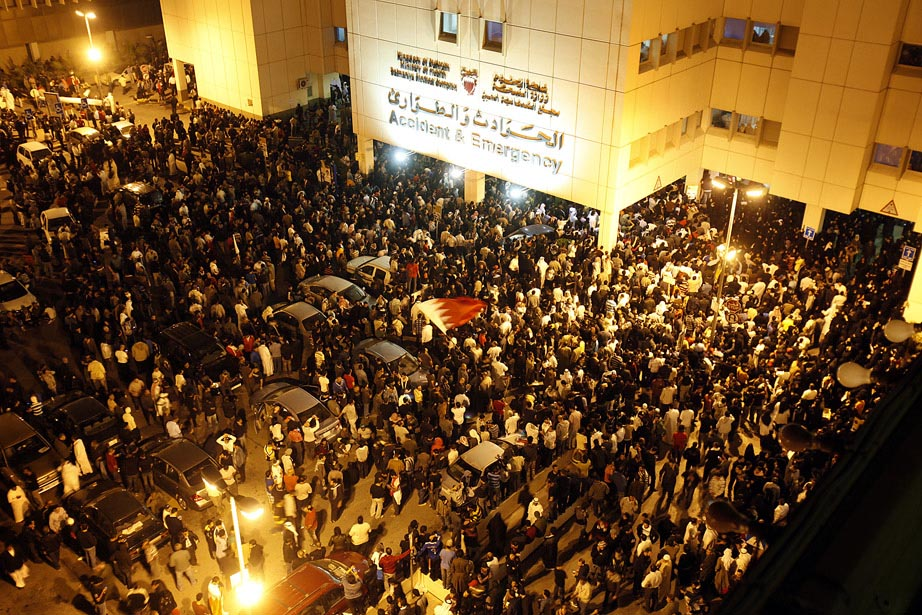
كان مجمع السلمانية الطبي أحد أهم مواقع الاحتجاجات

الاحتجاجات البحرينية كانت سلسلة من المظاهرات وعنيفة في بلاد الخليج العربي في البحرين. كجزء من موجة الاحتجاجات في أفريقيا والشرق الأوسط بعد حرق محمد البوعزيزي نفسه في تونس، كانت تهدف الاحتجاجات البحرينية في البداية في تحقيق قدر أكبر من الحرية السياسية والمساواة بين السكان الشيعة الا ان الوضع تطور من قبل المتظاهرين وإظهار نواياهم لإنهاء النظام الملكي حمد بن عيسى آل خليفة بدعم من إيران بعدها أمر الملك عبد الله بإرسال قوات درع الجزيرة لإخماد الفتنة والاحتجاجات بالبحرين وايدت كلا من الإمارات وقطر والكويت هذا الإجراء.

### الاحتجاجات العمانية 2011

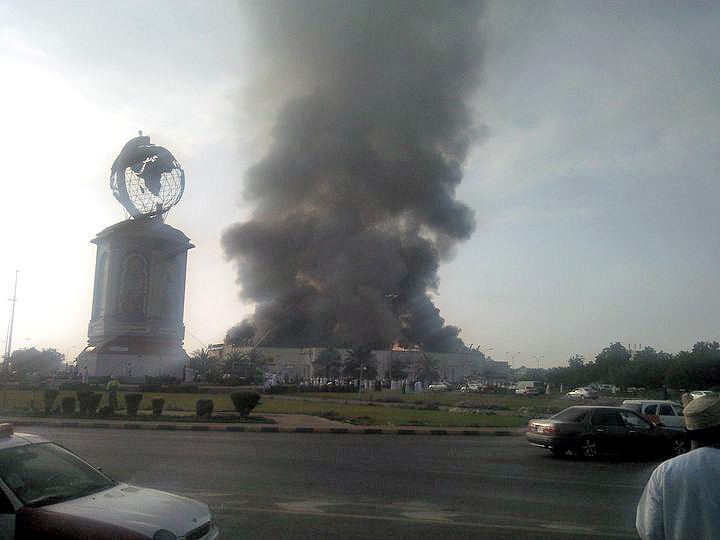
أشعل المتظاهرين النار في لولو هايبر في 28 فبراير 2011

هي حملة احتجاجات شعبية انطلقت يوم الجمعة 25 فبراير عام 2011 م، متأثرة بموجة الاحتجاجات العارمة التي اندلعت في الوطن العربي مطلع عام 2011 م وبخاصة الثورة التونسية وثورة 25 يناير المصرية اللتين أطاحتا بالرئيس التونسي زين العابدين بن علي والرئيس المصري حسني مبارك. قاد هذه الاحتجاجات الشبان العمانيون الذين اعتصموا في محافظة ظفار بتاريخ 25 فبراير عام 2011 م وطالبوا بإجراء إصلاحات سياسية واقتصادية واجتماعية.
قام الملك عبد الله بالتنسيق مع مجلس التعاون الخليجي وضع خطة لدعم البحرين وسلطنة عمان اقتصاديا واجتماعيا، بهدف مساعدتهما على استعادة الاستقرار عقب تفجر احتجاجات تطالب بإصلاحات شاملة. ونقلت يومية القبس عن مصادر وصفتها بأنها رفيعة المستوى أن الخطة عبارة عن مارشال خليجي في إشارة إلى خطة مارشال التي نفذت عقب الحرب العالمية لإعادة إعمار أوروبا وأنها ترمي إلى إصلاح الأوضاع الاقتصادية والاجتماعية في البحرين وسلطنة عمان اللتين تعدان الأضعف اقتصاديا بين دول المجلس الست (السعودية وقطر والكويت والإمارات والبحرين وعُمان). ووفقا للصحيفة فإن الخطة تشمل توفير فرص عمل للشباب البحرينيين والعمانيين، ليس فقط في البحرين وعُمان وإنما أيضا في دول المجلس الأربع الأخرى، وتحسين مستوى الخدمات، إضافة إلى توفير مساكن لمن لا يمتلكونها. وذكرت المصادر ذاتها أن أولوية التوظيف في إدارات دول المجلس ستكون للعمانيين والبحرينيين، وأن أولئك سيحصلون على امتيازات أخرى.

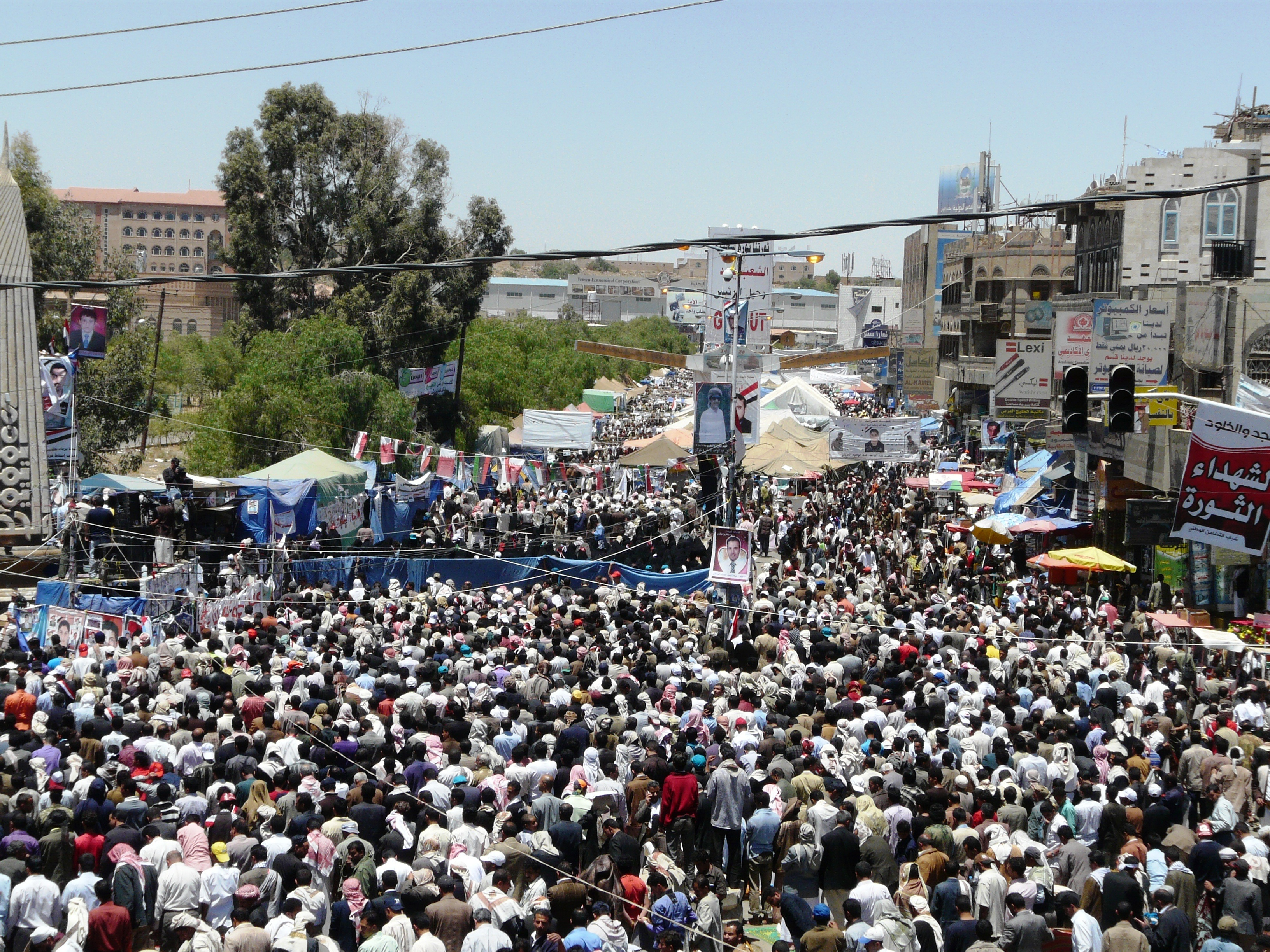
مشاهد يومية للمظاهرات المطالبة برحيل النظام في صنعاء، ومحافظات يمنية عديدة.

### الاحتجاجات اليمنية 2011
اندلعت مظاهرات بالجمهورية اليمنية ضد الرئيس علي عبد الله صالح مما أدى إلى إطلاق المبادرة الخليجية وهي عبارة عن مشروع اتفاقية سياسية أعلنتها دول الخليج في 3 أبريل 2011 لتهدئة ثورة الشباب اليمنية عن طريق ترتيب نظام نقل السلطة في البلاد.
في 23 نوفمبر 2011، جرى في الرياض وبرعاية الملك عبد الله التوقيع على الخطة للانتقال السياسي، الذي كان قد رفضه صالح سابقا. وأخيراً وافق على نقل سلطات الرئاسة قانونا إلى نائبه عبد ربه منصور هادي في غضون 30 يوما، وتقام الانتخابات رسميا في 21 فبراير 2012، مقابل منح صالح الحصانة من الملاحقة القضائية له ولأسرته.

### الاحتجاجات السورية 2011

شعار الجيش السوري الحر

في عام 2011، خلال أحداث الربيع العربي تضررت العلاقات بين المملكة العربية السعودية والجمهورية العربية السورية ضررا بالغا. وكان الملك عبد الله أول زعيم عربي يدين حكومة حزب البعث السوري والرئيس الأسد في أغسطس 2011 «بسبب طريقة النظام البعثي السوري الحاكم في التعامل مع المظاهرات المناهضة لحكم حزب البعث والذي حكم سوريا منذ عام انقلابه على السلطة عام 1963م».
ونتيجة للحرب الأهلية السورية قامت المملكة العربية السعودية بسحب وفدها من بعثة حفظ السلام التابعة للجامعة الدول العربية من سوريا في 22 يناير 2012،  وأغلقت سفارتها في دمشق في فبراير، وكذلك غادر السفير السوري العاصمة السعودية الرياض وردت سوريا بالمثل. وقامت المملكة العربية السعودية بدعم الجيش السوري الحر وفصائله. حيث أكدت صحيفة فاينانشال تايمز في مايو 2013، أن المملكة العربية السعودية أصبحت أكبر مزود أسلحة للجيش السوري الحر وفصائل الثوار.

## الاحتجاجات السعودية 2011 - 2013
الاحتجاجات السعودية 2011 هي مجموعة احتجاجات متفرقة بدأت يوم الجمعة 28 يناير/كانون الثاني من عام 2011 متأثرة بموجة الاحتجاجات العارمة التي اندلعت في الوطن العربي مطلع عام 2011 م وبخاصة الثورة التونسية وثورة 25 يناير المصرية اللتين أطاحتا بالرئيس التونسي زين العابدين بن علي والرئيس المصري حسني مبارك. قاد هذه الاحتجاجات قله من المواطنون السعوديون الشيعة وأهالي وعائلات ذوي المعتقلين الجهاديين السلفيين للمطالبة بإطلاق سراحهم وبإصلاحات سياسية واقتصادية واجتماعية. وقد أدت الاحتجاجات إلى إطلاق قرارات من الملك عبد الله بن عبد العزيز يوم الجمعة 18 مارس/آذار 2011 في كلمة له اذاعها التلفزيون السعودي الرسمي وشملت القرارات إنشاء الهيئة الوطنية لمكافحة الفساد، وإنشاء برنامج مخصص لإعانة العاطلين عن العمل وغيرها من القرارات.

## محاولة المخابرات الليبية اغتياله
في نوفمبر 2003 خطط أكثر من 13 شخص 3 منهم ليبيين و10 سعوديين لاغتيال الملك عبد الله عندما كان وليا للعهد أثناء مرور موكبه في مكة المكرمة واكتشفت أجهزة الأمن السعودية الأمر عندما ألقت القبض على ضابط ليبي برتبة رائد يدعى عبد الفتاح الغوش في أحد فنادق مكة وهو يسلم 4 سعوديين مبلغ مليون دولار أمريكي فيما نجح ضابط ليبي رفيع المستوى برتبة عقيد في الهرب إلى العاصمة المصرية القاهرة وهو العقيد محمد إسماعيل لكن السلطات المصرية أعادته إلى السعودية وهناك 7 مدنيين اعتقلتهم السلطات السعودية بينهم ليبي واحد والبقية سعوديين وفي أغسطس 2005 بعد تولي الملك عبد الله الحكم في البلاد تم العفو عن 3 ليبيين ولا يزال باقي أفراد خلية محاول الاغتيال قيد الاحتجاز ويتعرضون للمحاكمة.

## الحياة الشخصية

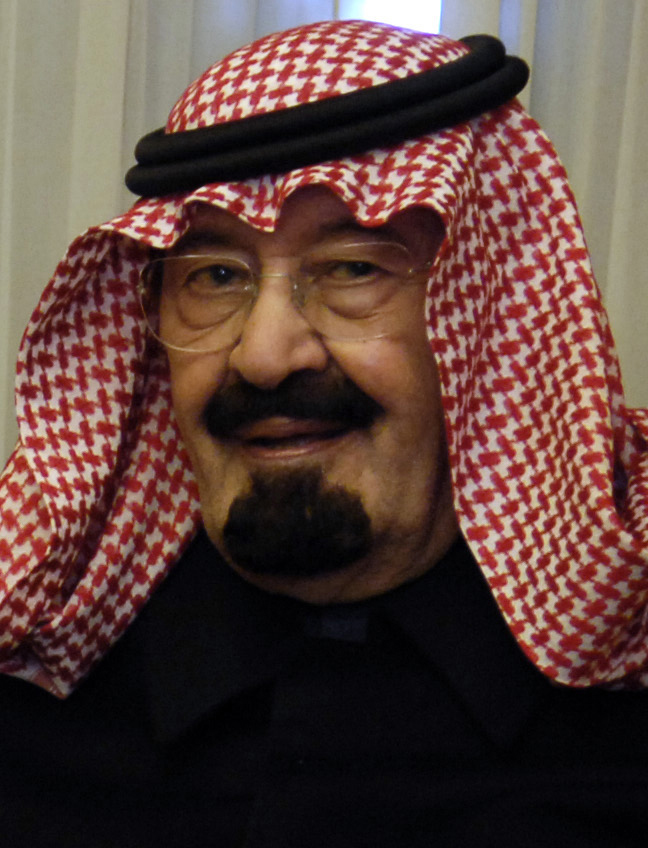
الملك عبد الله عام 2011

### الصحة
قلص الملك أنشطته منذ يونيو 2010 مع عدم وجود تفسير واضح. من 2010 إلى 2012 خضع لعدة عمليات ويعاني من انزلاق غضروفي. غادر الملك عبد الله السعودية في «إجازة خاصة» في 27 أغسطس 2012. خضع لعملية جراحية في مستشفى ماونت سيناي في نيويورك في أو قبل 4 سبتمبر 2012، إثر إصابته بأزمة قلبية. ومع ذلك، لم يكن هناك تقرير رسمي عن هذه العملية. بدلا من ذلك، تم الإعلان رسميا أن الملك ذهب في رحلة خاصة إلى المغرب، حيث أنه معروف بالتردد عليها في كثير من الأحيان. وعاد بعدها إلى السعودية في 24 سبتمبر 2012.

## ملخص لأهم إنجازاته
- وضع حجر أساس لأكبر توسعة شهدها الحرم النبوي الشريف على مر تاريخه
- قرار دخول المرأة كعضو في مجلس الشورى والترشح والترشيح للمجالس البلدية.[105]
- أصدر توجيهاته بتنفيذ مشروع توسعة المطاف بالحرم المكي والكفيل بزيادة الطاقة الاستيعابية من 50 ألف طائف بالساعة إلى 130 ألف طائف في الساعة.[106]
- إنشاء خمسة مدن طبية في جميع قطاعات الدولة.
- الأمر بإنشاء مدينة وعد الشمال الصناعية للاستثمارات التعدينية في عرعر.
- الموافقة على توسعة سكة الحديد لتشمل القطاع الشمالي واعتماد القطاع الجنوبي ضمن خطة التنمية القادمة.
- الأمر بتوسعة المسجد النبوي ليصل إلى سعة الاستيعاب أكثر من 1.6 مليون مصل.[107]
- الدعوة لانعقاد قمة مكة الاستثنائية للتضامن الإسلامي يومي 26 - 27 من شهر رمضان للعام 1433 هـ.[108]
- أصدر أوامره بتحويل رئاسة الحرس الوطني إلى وزارة.
- تغيير العطلة الرسمية إلى الجمعة والسبت.
- أمر بإنشاء 11 استادا رياضيا بمختلف مناطق المملكة.
- وجه وزارة الشؤون الاجتماعية (وزارة العمل والتنمية الاجتماعية حاليا) بأن تتحمل تكاليف ذوي الإعاقة عند مراجعتهم مراكز التأهيل الأهلية.
- تأسيس مركز الملك عبد الله للدراسات والبحوث البترولية.

## وفاته
أعلن الديوان الملكي السعودي في بيان رسمي عن وفاة الملك عبد الله بن عبد العزيز آل سعود في يوم الجمعة 3 ربيع الآخر 1436هـ الموافق 23 يناير 2015 عن عمر ناهز 90 عاماً. ووري الثرى في مقبرة العود بعد أن صلي عليه في جامع الإمام تركي بن عبد الله في مدينة الرياض عقب صلاة العصر من يوم الجمعة 3 ربيع الثاني 1436هـ الموافق 23 يناير 2015. وقد خلفه في حكم المملكة أخاه ولي العهد سلمان بن عبد العزيز آل سعود.
وشيع جثمان الملك عبد الله بن عبد العزيز آل سعود، الملك سلمان بن عبد العزيز آل سعود ومعه عدد من القادة، والزعماء، والوزراء وهم: نائب رئيس الوزراء لشؤون مجلس الوزراء العماني فهد بن محمود آل سعيد، والأمير صباح الأحمد الجابر الصباح. كما وصل وفد وزاري مصري برئاسة رئيس الوزراء إبراهيم محلب، يضم شيخ الأزهر، وعددا من الوزراء بينهم وزيرا الدفاع والخارجية. وانضم إلى الوفد المصري الأمين العام لجامعة الدول العربية نبيل العربي. كما وصل إلى الرياض الوفد القطري وعلى رأسه الأمير تميم بن حمد آل ثاني، والوفد البحريني برئاسة الملك حمد بن عيسى آل خليفة. ونيابة عن رئيس الإمارات الشيخ خليفة بن زايد آل نهيان، وصل وفد رفيع المستوى برئاسة عضو المجلس الأعلى حاكم الشارقة الشيخ سلطان بن محمد القاسمي، وعضو المجلس الأعلى حاكم عجمان الشيخ حميد بن راشد النعيمي، وعضو المجلس الأعلى حاكم رأس الخيمة الشيخ سعود بن صقر القاسمي. كما يضم الوفد الإماراتي الشيخ سلطان بن محمد بن سلطان القاسمي ولي عهد ونائب حاكم الشارقة والشيخ عمار بن حميد النعيمي ولي عهد عجمان والشيخ نهيان بن مبارك آل نهيان وزير الثقافة والشباب وتنمية المجتمع وعدد من الشيوخ. ووصل أيضا وفد سوداني برئاسة الرئيس عمر البشير. ومن تركيا الرئيس رجب طيب أردوغان برفقة وفد بلاده، فيما ضم الوفد الباكستاني رئيس الوزراء نواز شريف.
وعقدت الجمعية العامة للأمم المتحدة جلسة خاصة للتعزية في وفاة الملك عبد الله بن عبد العزيز آل سعود شارك فيها الأمين العام للأمم المتحدة بان كي مون ومندوب المملكة الدائم لدى الأمم المتحدة السفير عبد الله المعلمي وممثلو مختلف الدول والمجموعات بالأمم المتحدة. وقدم مندوبو مجموعات الدول في الأمم المتحدة في كلماتهم تعازي دولهم لقيادة المملكة وشعبها، بوفاة الملك عبد الله بن عبد العزيز آل سعود والتزامهم بالتعاون مع المملكة العربية السعودية. كما قام ممثلو دول العالم في الأمم المتحدة بالوقوف دقيقة صمت حزنا على وفاة الملك عبد الله بن عبد العزيز آل سعود.

## ردود الفعل الدولية بعد وفاته
- عبر الأمين العام للأمم المتحدة بان كي مون، عن تعازيه الخالصة للأسرة المالكة وحكومة وشعب المملكة العربية السعودية، مشيداً بإسهامات الملك عبد الله في تنمية المملكة.[114]
- نعى الأمين العام لجامعة الدول العربية الدكتور نبيل العربي وقدم تعازيه للأسرة المالكة والشعب السعودي.[115]
- هيئة كبار العلماء قدم الأمين العام لهيئة كبار العلماء فهد بن سعد الماجد تعازيه للأسرة المالكة والشعب السعودي.[116]
- نعى الشيخ خليفة بن زايد آل نهيان رئيس الدولة ملك السعودية وأعلن الحداد في الإمارات لمدة ثلاثة أيام.[117] ويأمر بإقامة صلاة الغائب في كافة مساجد الدولة.
- الولايات المتحدة نعت وفاته في بيان أصدره رئيسها باراك أوباما الذي عبر عن حزنه وعزاؤه باسم الشعب الأمريكي للشعب السعودي.[118]
- بريطانيا أعلنت تنكيس أعلامها إلى نصف الصاري، حداداً على وفاة الملك عبد الله، [119] وقدم رئيس الوزراء البريطاني ديفيد كاميرون، تعازيه للأسرة المالكة وللشعب السعودي.[120]
- نعى الرئيس الفرنسي فرانسوا أولاند، ملك السعودية وأشاد بإنجازاته التي برزت كثيرًا.[121]
- أشاد رئيس الوزراء الكندي ستيفن هاربر بالملك عبد الله معتبراً أنه كان مدافعاً عن السلام في الشرق الأوسط.[122]
- القيادة الفلسطينية ممثلة في الرئيس الفلسطيني محمود عباس عبرت عن تعازيها وأعلنت الحداد في فلسطين لثلاثة أيام.[123]
- نعى رئيس جمهورية مصر العربية الرئيس عبد الفتاح السيسي، باسمه وباسم شعب مصر وفاة الملك عبد الله وعبر عن حزنه.[124] وأعلن الحداد في البلاد لمدة 7 أيام. ونعى الأزهر الشريف الملك الراحل وقال بيان صادر عن شيخه أحمد الطيب إنه «لا يمكن لأحد أن ينسى مواقف خادم الحرمين الشريفين حيال قضايا الأمتين العربية والإسلامية، التي تصب كلها في إيجاد مجتمع عربي إسلامي متضامن يسوده الحب والتعاون والسماحة».[125]
- نعى السلطان قابوس بن سعيد في وفاة الملك عبد الله وأعلن الحداد الرسمي وتنكيس الأعلام وتعليق العمل في القطاعين العام والخاص في سلطنة عمان لمدة ثلاثة أيام.[126]
- نعى الملك عبد الله الثاني ملك الأردن، ملك السعودية وأعلن الحداد في مملكة الأردن لأربعين يومًا.[127]
- نعى العاهل البحريني الملك حمد بن عيسى آل خليفة، ملك السعودية وأعلن الحداد في مملكة البحرين لمدة أربعين يوماً.[128]
- نعى الشيخ تميم بن حمد آل ثاني أمير دولة قطر ببالغ الحزن والأسى أخيه العزيز خادم الحرمين الشريفين الملك عبد الله بن عبد العزيز آل سعود ملك المملكة العربية السعودية، وأمر الشيخ تميم بن حمد آل ثاني بإعلان الحداد في دولة قطر لمدة ثلاثة أيام.[129]
- وفي الرباط، قال العاهل المغربي الملك محمد السادس إن «وفاة الفقيد الكبير، لا تعد خسارة للمملكة العربية السعودية وحدها، وإنما هي رزء فادح حل بالمغرب أيضًا، وبالأمة الإسلامية جمعاء، بفقدان أحد قادتها الأفذاذ».[130]
- نعى الرئيس الصومالي حسن شيخ محمود العاهل السعودي وبعث بتعازيه للشعب السعودي، وأعلن أنه ستوجه إلى الرياض الجمعة للمشاركة في التعازي.[130]
- نعي الرئيس السوداني عمر البشير في بيان «فقيد الأمة العربية والإسلامية وأحد قادتها الشامخين خادم الحرمين الشريفين الملك عبد الله بن عبد العزيز آل سعود».[130]
- أعلن الرئيس التونسي الباجي قائد السبسي، الحداد 3 أيام، وأمر بتنكيس الأعلام بعد وفاة العاهل السعودي الملك عبد الله بن عبد العزيز.[130]
- أعلنت رئاسة مجلس الوزراء الحداد الرسمي في لبنان 3 أيام، ونعى رئيس الحكومة تمام سلام الملك عبد الله قائلاً إن لبنان فقد نصيراً وسنداً وقف إلى جانبه ولم يتردد يوماً في تقديم يد العون له. كما نعت دار الفتوى الملك عبد الله، وأعلن مفتي الجمهورية الشيخ عبد اللطيف دريان الحداد لمدة 3 أيام في جميع المؤسسات التابعة لدار الفتوى. وقال رئيس الحكومة الأسبق سعد الحريري إن الأمة العربية تخسر برحيل الملك عبد الله قائداً فذاً وشخصية استثنائية، ودعا اللبنانيين إلى إعلان الحداد في جميع المناطق على وفاة للملك الذي «لم يتأخر يوماً في دعم ومساعدة لبنان».[130]
- بعث رئيس الجمهورية الإسلامية الإيرانية حسن روحاني برسالة تعزية إلى الحكومة والشعب السعودي لوفاة الملك عبد الله بن عبد العزيز عاهل السعودية سائلا الباري تعالى أن يمن على المرحوم بالمغفرة ولأسرته بالصبر وللشعب والحكومة السعودية بالتوفيق.[131]
- أعربت اسبانيا عن حزنها العميق لوفاة الملك عبد الله بن عبد العزيز آل سعود واصفة رحيله بأنه يعد خسارة لا تعوض.[132]
- بعث أمير الكويت الشيخ صباح الأحمد الصباح برقية تعزية إلى الملك سلمان بن عبد العزيز آل سعود يُعبر فيها عن حزنه وخالص المواساة لوفاة الملك عبد الله، وأعلن الحداد وتنكيس الأعلام لمدة 3 أيام كما أعلن مُنظمين مهرجان هلا فبراير عن إيقاف جميع حفلات وفعاليات المهرجان.[133]

### المشاركة في التشييع
- سلطان بن محمد القاسمي يرأس وفد الإمارات للمشاركة في التشييع[134]
- قطع الملك عبد الله الثاني زيارته إلى دافوس، وتوجه إلى الرياض للمشاركة في تشييع الجثمان وتقديم واجب العزاء.[135][136]
- رئيس جمهورية مصر عبد الفتاح السيسي يقطع زيارته لسويسرا، [137][138] ويتوجه للسعودية للمشاركة في التشييع. كما توجه المهندس إبراهيم محلب، رئيس مجلس الوزراء، على رأس وفد رفيع المستوى، إلى السعودية، لحضور مراسم التشييع، وتقديم واجب العزاء.[139]
- وصل وفد من سلطنة عُمان للمشاركة في العزاء.[140]
- أمير الكويت صباح الأحمد الصباح يصل للسعودية على رأس وفد كبير، للمشاركة في التشييع وتقديم العزاء.
- عبد القادر بن صالح، رئيس مجلس الأمة الجزائري، ممثل الرئيس الجزائري، يصل الرياض لحضور مراسم التشييع، وتقديم واجب العزاء.
- تميم بن حمد بن خليفة آل ثاني، أمير قطر يصل الرياض.
- العاهل البحريني الملك حمد بن عيسى آل خليفة يصل للرياض على رأس وفد كبير، للمشاركة في التشييع وتقديم العزاء.
- وزير الخارجية الإيراني محمد جواد ظريف يشارك في مراسم التشييع في الرياض، ولتقديم تعازي إيران.[141]
- الرئيس التركي رجب طيب أردوغان يصل الرياض للمشاركة في التشييع وتقديم العزاء.
- الرئيس الباكستاني نواز شريف يصل الرياض للمشاركة في التشييع وتقديم العزاء.
- وصول سلطان بن محمد القاسمي حاكم أمارة الشارقة وحمد بن محمد الشرقي حاكم أمارة الفجيرة للمشاركة في التشييع وتقديم العزاء.
- الرئيس السودانى عمر البشير، يشارك في التشييع، يرافقه وفد يضم كل من وزير رئاسة الجمهورية صلاح الدين ونسى محمد خير، وعلى كرتى وزير الخارجية.[142]
- وصول وفد الصومال بقيادة الرئيس الصومالي حسن شيخ محمود.
- وصول الوفد الإثيوبي إلى الرياض للمشاركة في عزاء الملك عبد الله.
- هولاند يتوجه للسعودية للمشاركة في التشييع وتقديم العزاء.
- نائب الرئيس الأمريكي يزور المملكة للتعزية في وفاة خادم الحرمين.[143]
- رئيس وزراء الاتحاد الروسي ديمتري ميدفيديف
- الرئيس التونسي الباجي قائد السبسي يقصد من الغد السعودية لتقديم العزاء.

### وفود المعزين
- حضر ولي العهد البريطاني الأمير تشارلز والوفد المرافق له من بينهم رئيس الوزراء البريطاني ديفيد كاميرون.[144]
- حضر حاكم دبي محمد بن راشد آل مكتوم، سعود بن راشد المعلا (حاكم ام القيوين)، محمد بن زايد آل نهيان (ولي عهد أبو ظبي)، حمدان بن محمد بن راشد آل مكتوم (ولي عهد دبي)، محمد بن حمد بن محمد الشرقي (ولي عهد الفجيرة)، هزاع بن زايد آل نهيان (مستشار الأمن الوطني)، نهيان بن زايد آل نهيان (رئيس مجلس أمناء مؤسسة زايد بن سلطان آل نهيان)، سيف بن زايد آل نهيان (وزير الداخلية)، منصور بن زايد آل نهيان (وزير شؤون الرئاسة)، حامد بن زايد آل نهيان (رئيس ديوان ولي عهد أبو ظبي)، عبد الله بن زايد آل نهيان (وزير الخارجية)، سلطان بن خليفة آل نهيان (مستشار رئيس الدولة)، محمد سعيد محمد الظاهري (سفير الإمارات في السعودية).
- حضر الرئيس المصري عبد الفتاح السيسي والوفد المرافق له.
- حضر الرئيس التونسي الباجي قائد السبسي.
- حضر سلمان بن حمد آل خليفة، ولي العهد نائب القائد الأعلى والنائب الأول لرئيس مجلس الوزراء.
- حضر عبد الله بن حمد آل ثاني نائب أمير قطر.
- حضر الملك عبد الله الثاني بن الحسين، ملك المملكة الأردنية الهاشمية.
- حضر الملك فيليب السادس ملك إسبانيا.[144]
- حضر فيرنر فايمان رئيس وزراء النمسا.[144]
- حضر نائب رئيس الجمهورية الهندية الدكتور محمد حامد أنصاري.[144]
- حضر رئيس مجلس الشيوخ في جمهورية كازاخستان قاسم جومار توكاييف.[144]
- حضر وزير خارجية قيرغيزستان ارلان عبديلدايف.[144]
- حضر الوفد الروسي برئاسة رئيس الوزراء دميتري ميدفيديف.[144]
- حضر نائب رئيس جمهورية إندونيسيا محمد يوسف كالا.[144]
- حضر الرئيس الأفغاني الدكتور أشرف غني أحمد زي.[144]
- حضر الأمير هاكون ماغنوس ولي عهد مملكة النرويج.[144]
- حضر رئيس وزراء المجر فيكتور أوربان.[144]
- حضر الأمير فريدريك أندريه ولي عهد مملكة الدنمارك.[144]
- حضر نائب رئيس جمهورية نيجيريا محمد نمادي سامبو.[144]
- حضر الرئيس الفرنسي فرانس هولاند.[144]
- حضر رئيس مجلس النواب اليمني يحيى علي الراعي.[144]
- حضر رئيس البرلمان التشيكي يان هامساك.[144]
- حضر وزير خارجية إيطاليا باولو جينتيلوني.[144]
- حضر رئيس مجلس النواب اللبناني نبيه بري ورئيس الوزراء تمام سلام والوفد المرافق لهما.[144]
- حضر رئيس أوكرانيا بيترو بورو شينكو.[144]
- بعث رئيس المؤتمر الوطني العام الليبي برسالة تعزية[145]
- حضر نائب الرئيس العراقي اياد علاوي.[144]

## الأوسمة التي حصل عليها
| الوسام  | ملاحظة                                               | العام |
| ------- | ---------------------------------------------------- | ----- |
|         | وسام الملك عبد العزيز                                | -     |
|         | وسام الملك فيصل                                      | -     |
|         | وسام شرف من الدرجة الأولى (النمسا)                   | 2004  |
|         | وسام الجنرال سان مارتن (الأرجنتين)                   | -     |
|         | وسام الكروس الجنوبي (البرازيل)                       | 2009  |
|         | وسام الاستحقاق من الدرجة الأولى (إيطاليا)            | 1997  |
|         | وسام الاستحقاق درجة الفارس (إيطاليا)                 | 2007  |
|         | وسام الصداقة (كازاخستان)                             | 2004  |
|         | نشان پاكستان (باكستان)                               | 2006  |
| لا إطار | وسام الإبتسامة (بولندا)                              | 2005  |
| لا إطار | وسام النسر الأبيض (بولندا)                           | 2007  |
|         | وسام القائد الشرفي "وسام الحمام التكريمي" (بريطانيا) | -     |
|         | السلسلة الفيكتورية الملكية (بريطانيا)                | 2007  |
|         | وسام الصوف الذهبي (إسبانيا)                          | 2007  |
|         | وسام الرجاء الصالح (جنوب أفريقيا)                    | 1999  |
|         | وسام الدولة للجمهورية التركية (تركيا)                | 2007  |
|         | وسام الذئب البرونزي (اللجنة الكشفية العالمية)        | 2011  |

- الميدالية الذهبية، وهي أعلى وسام تمنحه منظمة اليونيسكو تقديرًا لجهوده في تعزيز ثقافة الحوار والسلام.[152]
- في 2014 فاز عبد الله بن عبد العزيز بوسام التميز لأكثر الشخصيات تأثيرا في العالم من قائمة الملوك والرؤساء وكبار السياسيين، خلال التصويت الذي دشنه المجلس الدولي لحقوق الإنسان والتحكيم والدراسات السياسية والاستراتيجية.

## روابط خارجية
- عبد الله بن عبد العزيز آل سعود على موقع الموسوعة البريطانية (الإنجليزية)
- عبد الله بن عبد العزيز آل سعود على موقع مونزينجر (الألمانية)
- عبد الله بن عبد العزيز آل سعود على موقع إن إن دي بي (الإنجليزية)

| سبقه مساعد             | ترتيب أبناء الملك عبد العزيز                   | تبعه عبد المحسن                     |
| سبقه سعد بن عبد العزيز | رئيس الحرس الوطني 1382 هـ - 1431 هـ            | تبعه متعب بن عبد الله بن عبد العزيز |
| سبقه فهد بن عبد العزيز | ولي العهد 1402 هـ - 1426 هـ                    | تبعه سلطان بن عبد العزيز            |
| سبقه فهد بن عبد العزيز | ملك المملكة العربية السعودية 1426 هـ - 1436 هـ | تبعه سلمان بن عبد العزيز            |